# Chansons sur Paris

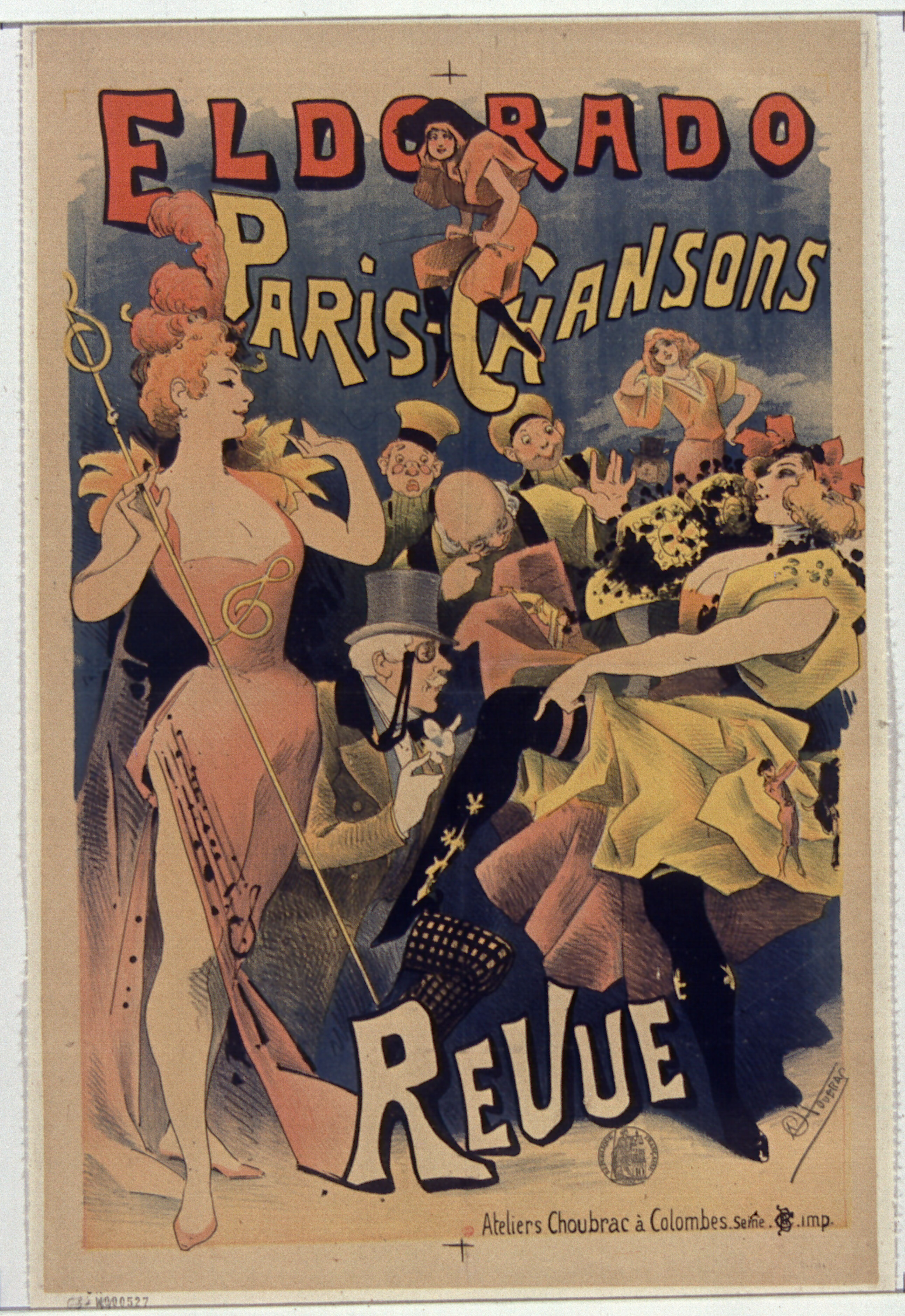
Affiche d'Alfred Choubrac, d'une revue de music-hall de Paris, de 1900.

Liste des chansons ayant pour thème la ville de Paris.

## 0-9
- 2, 3 jours à Paris (2001) - Mickey 3D[1]
- 14 juillet (1942, écrite par Jean Villard) - Édith et Gilles[2]
- 14 juillet, rendez-vous de Paname (1958, écrite par Francis Lemarque) - Yves Montand[3]
- 22, rue des Carrières (Le Nid d'amour) (1968) - Georges Chelon[4]
- 27, rue des Acacias (1933, écrite par Jean Nohain et Mireille) - Pills et Tabet[5]
- 32, rue Buffaut (2017) - Cyril Mokaiech
- 40, rue Monsieur le Prince (1979) - David McNeil[1]
- 5, avenue Marceau (2010, écrite par Pierre-Dominique Burgaud et Jean-Philippe Verdin) - Alain Chamfort
- 93 déboule (2006) - JoeyStarr feat. Dadoo[6]
- 1901 (2009) - Phoenix[7],[8],[9]

Début de page

## A

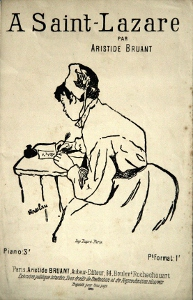
Partition dÀ Saint-Lazare d'Aristide Bruant illustrée par Henri de Toulouse-Lautrec

- À Batignolles (1884) - Aristide Bruant (1911), Marc Ogeret (1978)[10]
- À Bercy Petit Village (2006, écrite par Daniel Denécheau) - Béatrice Fontaine
- Les Amoureux du pont de l'Alma (1963, écrite par Marcel Mouloudji et Jean-Marie Le Guen) - Marcel Mouloudji
- L'Adagio du pont Caulaincourt (1968, écrite par Marcel Mouloudji et Cris Carol) - Marcel Mouloudji
- À Grenelle (1895, écrite par Aristide Bruant) - Yvette Guilbert (1907)[11]
- À la Bastille (1886, écrite par Aristide Bruant) - Aristide Bruant (1912), Marc Ogeret (1978), Renée Lebas[12]
- À la Bastoche (1905, écrite par Aristide Bruant) - Aristide Bruant (1913-1914), Germaine Montero[12]
- À la belle étoile (1935, écrite par Jacques Prévert et Joseph Kosma) - Florelle (1935 et 1952)[13]
- À la Chapelle (1888, écrite par Aristide Bruant) - Germaine Montero[14],[Note 1]
- À la Close (2006, écrite par Renaud Séchan) - Renaud
- À la foire du Trône (1989) - Jean-Pierre Descombes[15]
- À la gare Saint-Lazare (écrite par Pierre Delanoë et Jean Renard)[Note 2] - Colette Deréal (1963)[16]
- À la Glacière (1890) - Aristide Bruant (1913-1914)[10]
- À la Goutte-d'Or (1890, écrite par Aristide Bruant) - Aristide Bruant
- À la place Maubert (1889) - Aristide Bruant (1908) et Marc Ogeret (1958) [17]
- À la Roquette (1887, écrite par Aristide Bruant) - Aristide Bruant (1911)[18]
- À la Seine (1954, écrite par Jean-Roger Caussimon et Léo Ferré) - Jean-Roger Caussimon (1973)[19],[20]
- À Mazas (1891, écrite par Aristide Bruant) - Patachou (1957)[21]
- À Montmertre (1888) - Félicia Mallet, Aristide Bruant (1906)[10]
- À Montparnasse (2009, écrite par Christophe Miossec et Yann Tiersen) - Miossec
- À Montpernasse (1884) - Aristide Bruant (1911)[10]
- À Paris (1948, écrite par Francis Lemarque) - Yves Montand (1949)[19],[22],[23], Les Amuse Girls[24]
- À Paris (2012) - Riff Cohen[25]
- À Paris dans chaque faubourg (1933, écrite par René Clair et Maurice Jaubert) - Lys Gauty (1933), Marc et André (1957), Yves Montand (1964), Patachou (1969), Jacques Bertin (1982)[26],[27],[28]
- À Paris la grande ville (traditionnel) - Malicorne (1978)[29]
- À Paris la nuit (dans la rue de Lappe) (1928) - Fréhel[30]
- À Paris tiguidiguidi (1933, écrite par Louis Poterat et Walter Jurmann) - Henry Garat[31]
- À Paris y'a des ponts (1976) - Bernard Dimey[32]
- À Saint-Germain-des-Prés (1949) - Léo Ferré (1950)[26],[33],[34]
- À Saint-Lazare (1887, écrite par Aristide Bruant) - Félicia Mallet[Note 1], Aristide Bruant (1905), Eugénie Buffet (1933)[35]
- À table et distractions (années 1950) - Josette Dutilloy (années 1950)[34]
- L'Accent titi (années 1960) - Maurice Chevalier (1965)[36]
- Acid Eiffel (1993) - Choice[37]
- L'Accordéoniste (1940) - Édith Piaf[8],[38],[39]
- Accordéon (1962) - de Serge Gainsbourg, pour Juliette Gréco
- Adieu mon vieux Paris (écrite par Léon Garnier, Saint Maurice et Paul Pierret) - Paulus (années 1890)[40]
- Adieu Paris (traditionnel) - Papillon (années 1960)[41]
- Adieu Paris (XIXe siècle, écrite par Béranger)[42]
- Adieu Paris (1934, écrite par Charles Trenet et Johnny Hess) - Charles et Johnny[43]
- Adieu Paris (1934, écrite par Moisés Simóns et Bertal-Maubon) - Pills et Tabet[41]
- Adieu Paris (ou La mort du vieux fêtard) (1935, écrite par Julio Cesare Sanders et Lucien Boyer) - Berthe Sylva[41]
- Adieu Paris (1982, écrite par Jean-Pierre Lestrade et Grégori Tzcherkibsky) - Lala[41]
- Adieu Paris (1982, écrite par Pascal Jouxtel, Olivier Blin et Luc Blin) - Les Fils de joie[41]
- L'Affaire du bateau-mouche[Note 2] - Jacques Douai (1957)[44]
- Les Agréments de l'autobus (écrite par Georges Baltha)[45]
- Ah ! les p'tites femmes de Paris (1965) - Brigitte Bardot et Jeanne Moreau[46]
- Ah ! quelle journée (1960, écrite par Marcel Aymé et Guy Béart) - Guy Béart[38]
- L'Air de Paris (1958) - Francis Lemarque[47]
- Allée des Brouillards (1983, écrite par Claude Nougaro et Maurice Vander) - Claude Nougaro
- Allées du parc Monceau (2001) - Jean-Jacques Lafon[48]
- Allô Paris (1993) - Mano Solo[49]
- Les Amants de Paris (1948, écrite par Eddy Marnay et Léo Ferré) - Édith Piaf et Les Compagnons de la chanson[50]
- L'Âme de Paris (2009) - Pierre Meige[1]
- Âme, te souvient-il ? (1964, écrite par Paul Verlaine et Léo Ferré) - Léo Ferré[51]
- L'amour est passé par Paris (1961) - Jean-Claude Darnal[52]
- Amour et métro (1948) - Félix Paquet[53]
- L'Amour monstre (1983, écrite par Pierre Philippe et Carlos d'Alessio) - Jean Guidoni[13]
- Les Amoureux de Ménilmontant (1957) - Denise André[52]
- Les Amoureux de Notre-Dame (1967) - Denise Boissier[52]
- Amoureux de Paname (1974) - Renaud (1975)[39],[54]
- Les Amoureux de Paris (1952, écrite par Louis Amade et Alec Siniavine) - Danielle Darrieux[52]
- Les Amoureux de Paris (1963, écrite par Carini et Pierre Del'Sante) - Carini[52]
- Les Amoureux de la tour Eiffel (année 1960) - Paulette Valois[52]
- Les Amoureux du métro (années 1950, écrite par Michel Rivgauche et Jack Ledru) - Carline (1957)[52]
- Les Amoureux du pont de l'Alma (1963) - Mouloudji[55]
- Les Amours d'antan (1962) - Georges Brassens[36]
- Amours en dix-neuf ponts[Note 2] - Les Frères Jacques (1961)[44]
- L'Anglais de la rue Blomet (1968) - Ricet Barrier[56]
- L'Anglais entêté (1898, écrite par Léon Garnier, Philipp's et G.H. Laurain) - Max Dearly (1933)[56]
- Les Angles morts (2015) - Aline[57]
- À Passy (1961, écrite par Pierre Saka et André Paté) - Félix Marten
- April in Paris (1932, écrite par Yip Harburg et Vernon Duke)[58] - Doris Day (1952)[58], Ella Fitzgerald et Louis Armstrong (1956)[8],[33],[39], Billie Holiday (1958)[9],[59]
- Arbres de Paris (1950, écrite par Mireille Brocey et Jacques Larue) - Jean Sablon[60]
- At Maxim's (1966) - John Williams[33]
- Attends-moi sous l'obélisque (1944, écrite par François Llenas, Maurice Vandal et Guy Lafarge) - Georges Milton[61]
- Au bois de Boulogne (1890, écrite par Aristide Bruant) - Aristide Bruant (1913-1914)[62]
- Au bois de mon cœur (1957), Georges Brassens
- Au bois de Vincennes (1891, écrite par Aristide Bruant) - Stello (1935)[63]
- Au grand bassin (2000) - Bernadette Delchambre[48]
- Au café de la Paix (1995, écrite par Thomas Fersen) - Thomas Fersen
- Au Luco, au Luxembourg (1968) - Brigitte Sabouraud[48]
- Au Lux bar (1976) - Bernard Dimey[64]
- Au marché aux Fleurs (1953, écrite par René-Louis Lafforgue) - René-Louis Lafforgue[12]
- Au musée Grévin (2017) - Klô Pelgag
- Au parc Monceau (1982, écrite par Yves Duteil) - Yves Duteil[48]
- Au Père-Lachaise (1994) - Thierry Magne[18]
- Au pied des tours de Notre-Dame (1966) - Francis Lemarque[65]
- Au quai du Point-du-Jour (1959) - Joël Holmès[44]
- Au 88, faubourg Saint-Honoré (1955, écrite par Jacques Esterel) - Jacques Esterel
- Au revoir Paris (1929, écrite par Louis Lemarchand, Jean Boyer et Henri Verdun) - Perchicot[40]
- Au revoir Paris (1931, écrite par André Barde et Maurice Yvain) - Dranem (1931), Damvia (1932)[66]
- Au revoir Paris (1959, écrite par G. Goujon et R. Balzani) - Le trio Athénée[40]
- L'Aube sur le Jardin des plantes (1976) - Jean-Max Brua[15]
- Auteuil, Longchamp, Saint-Cloud (1956, écrite par Guy Lux et Félix Chardon) - Andrex[15]
- Auteuil Neuilly Passy (Rap B.C.B.G.) (1991) - Les Inconnus[6],[38]
- L'Autobus (1954) - René-Louis Lafforgue[12]
- L'Autobus Gabrielle (1987) - Christian Dente[45]
- Aux Halles (Tout autour des Halles) (1916, écrite par Jean Rodor et Vincent Scotto) - Georgel (1918)[18],[22]
- Aux pavillons Baltard (années 1970) - J.-P. Maitrot-Queret[61]
- Aux victimes de l'innondation (1910, écrite par Valentin Pannetier et basée sur l'air de Laisse-moi pleurer de Jules Vercolier)[67]
- Avenue de l'Opéra (2005, écrite par Jean-Louis Murat) - Jean-Louis Murat
- Avenue du Maine (1912, écrite par Max Jacob) - Michel Vivoux
- Avenue Montaigne (1997, écrite par Claude Lemesle et Jean-Pierre Boutayre) - Serge Reggiani
- Avenue Montaigne (2018) - Maes
- Avenue Simon-Bolivar - (2014) - Monsieur Pierre

Début de page

## B
- Babylone tu déconnes (1981, écrite par Bill Deraime) - Bill Deraime
- Le Badaud du dimanche (1938) - Georgius[68]
- Le Baiser Modiano (2004, écrite par Vincent Delerm) - Vincent Delerm
- Le Bal Blomet (2023, écrite par Michel Bampély et Virginie Eudes)[69]
- Le Bal défendu (1944, écrite par Vincent Scotto) - Roberte Marna (1945)[2]
- Le Bal des casquettes - Luc Barney[70],[Note 3]
- Le Bal des voyous (écrite par Henri Varna, René Flouron et Vincent Scotto)[Note 2] - Annie Cordy (1952)[71]
- Bal du faubourg (1950, écrite par Charles Aznavour et Pierre Roche) - Dany Dauberson[72]
- Le Bal et la Guillotine (1849, écrite par Gustave Leroy) - Raymond Souplex (années 1960)[73]
- Le Ballade de Notre-Dame (1958) - Dany Dauberson[61]
- La Ballade de Paris (1953, écrite par Francis Lemarque et Bob Castella) - Yves Montand (1954), Francis Lemarque (1956)[14]
- La Ballade des agents (1906, écrite par Yon-Lug) - Paul Dutreux[74]
- La Ballade des asticots (1911) - Jean Péheu[74]
- La Ballade des cimetières (1961) - Georges Brassens[18]
- Ballade des dancings (1925, écrite par Jacques-Charles, Fred Pearly et Pierre Chagnon) - Georgel[70]
- La Ballade du fumeur dans Paris (années 1970, écrite par Popoff) - Popoff (années 1970), Caroline Cler (1997)[48]
- Ballade hygiénique (Tout le long des fortifications) (1912, écrite par Louis Boucot et Gaston Gabaroche) - Suzanne Valroger, René Derval (1931)[52],[Note 4]
- Les Barbares sont dans Paris (2004) - Le Cirque des Mirages[76]
- Barbès (1996) - FFF[39]
- Barbès-Clichy (1995) - Mano Solo[56]
- Le Barbier de Belleville (1977, écrite par Claude Lemesle et Alice Dona) - Serge Reggiani[77]
- Le bassin de la Villette (1939) - Lys Gauty[78]
- Bataclan (2016) - The Cat Empire[79]
- Bataclan (2018) - Médine
- Le Bateau Lavoir - Charles Trenet
- Les bateaux parisiens (1920, écrite par Paul Marinier et Jean Lenoir) - Mayol (1920-1921)[44]
- Les Batignolles (1976, écrite par Yves Duteil) - Yves Duteil
- Belleville-Ménilmontant (1927, écrite par Aristide Bruant)[26]
- The Bells of Notre Dame (1996, écrite par Alan Menken et Stephen Schwartz)[80]
- Bercy Madeleine (1992) - Pierre Perret[81],[82]
- Bériz (2021) - Kodes
- Béton armé (années 1960, écrite par Henri Gougaud, José Cana et Max Rongier) - Henri Gougaud (1973)[83]
- Bibliothèque Mazarine (1980, écrite par Étienne Roda-Gil et Julien Clerc) - Julien Clerc
- Bienvenue à Paris (1987) - Bill Baxter et Tippa Irie[84]
- Bip-bip (1965) - Joe Dassin[85]
- Le Bistrot (1960) - Georges Brassens[15]
- Les Blousons noirs (1992) - Molodoï[86]
- Le Blues de Notre-Dame (années 1960, écrite par Jean-Roger Caussimon et Jean-Pierre Moulin) - Philippe Clay (1964)[61]
- Le Blues de la Porte d'Orléans (1976, écrite par Renaud Séchan) - Renaud (1977)[1]
- Blues in Paris - Sidney Bechet[33]
- La Bohème (1965) - Charles Aznavour[8],[26]
- Bois de Vincennes (1958)[Note 5] - Christian Fourcade[48]
- Bonjour Paris (1954, écrite par Francis Carco et Joseph Kosma) - Renée Lebas[12]
- Le boogie de Paris (1946) - Francine Claudel et l'orchestre de Jacques Hélian[70]
- Les Bords de Seine (1996) - Étienne Daho et Astrud Gilberto[33],[87]
- Botzaris (2004, écrite par Mano Solo) - Mano Solo
- Le Boucher de la rue d'Flandre (années 1980, écrite par Jacques Debronckart) - Christian Camerlynck (1983)[88]
- Bouge de là (1991) - MC Solaar[89]
- Le Boul' Mich' après minuit (1896) - Gabriel Montoya[26],[27]
- Boulevard de la Madeleine (1966, écrite par Jerry Laine et Mike Pinder) - The Moody Blues
- Boulevard des Batignolles (1982, écrite par Étienne Roda Gil et Yvan Dautin) - Yvan Dautin[38],[90]
- Boulevard des Capucines (2007, écrite par Étienne Daho et Xavier Géronimi) - Étienne Daho[38],[39]
- Boulevard du crime (1960) - Édith Piaf[91]
- Boulevard du crime (1982) - Serge Reggiani[38]
- Boulevard Sébastopol (1980) - David McNeil[92]
- Bouquet de Paris (1955, écrite par Jacques Plante et Marc Heyral) - Yvette Giraud[93]
- Boyaux de Paris (1999) - Michèle Bernard[76]
- Brouillard dans la rue Corvisart (1978, écrite par Michel Jonasz et Gabriel Yared) - Françoise Hardy et Jacques Dutronc[94]
- Le Bruit de ma ville (2015) - Nekfeu feat. Phénomène Bizness[95],[96],[97],[98],[99]
- Les Brumes de la Seine (1974) - Yves Simon[100]
- Les Bulldozers dans Paris (1970) - Pierre et Paul[101]
- La Butte-aux-Cailles - Dominique Jeanès et Rozen Duval
- Buttes-Chaumont (1951) - Pierre Dudan[101]

Début de page

## C
- Ça balance pas mal à Paris (1976) - France Gall et Michel Berger[102]
- Ça c'est Paris (1926, écrite par Jacques-Charles, Lucien Boyer et José Padilla) - Mistinguett[27],[103]
- Café de Flore (2000) - Doctor Rockit[37]
- La Caissière du Grand Café (1914, écrite par Louis Bousquet et Louis Izoird) - Bach (1919)[88]
- Calles del viejo París (1973) - Solera[59]
- Le Cam'lot du pont d'Arcole (1964) - Paul Barrault[104]
- Campagnard à Paris (XIXe siècle, écrite par Marc-Antoine-Madeleine Désaugiers et basée sur l'air de Tarare Pompon)[105]
- Canal du Midi (2000) - Mano Solo[106]
- Canal Saint-Martin (1994) - Allain Leprest[107]
- Les Canotiers parisiens (1869, écrite par Adolphe Sedillon) - Jean Piero (1994)[108]
- Le Canon de la Nation (1972, écrite par Étienne Rod-Gil et Julien Clerc) - Julien Clerc
- Casino de Paris (1959, écrite par Gillo et Loulou Gasté) - Line Renaud[109]
- Le Cauchemar du chauffeur de taxi (1963, écrite par Jacques Prévert et Joseph Kosma) - Germaine Montero[110]
- Celui qui a mal tourné (1957), Georges Brassens
- Ce matin… il pleuvait à Paris (années 1960) - Chris Paray[100]
- Ce n'est pas toujours drôle (1931, écrite par Léo Lelièvre, Georges van Parys et Philippe Parès) - Damia (1931), Line Marlys (1931)[111]
- Ce soir à Luna Park (1962, écrite par Jacques Plante et Carlo Alberto Rossi) - Sandra[112]
- Ce soir nous irons au bal (2016) - HK et Les Saltimbanks[96]
- Cemetery Gates (1986) - The Smiths[59]
- C'est au marché aux puces (1946, écrite par Jean Boyer, André Hornez et Marc Lanjean) - Henri Salvador avec Ray Ventura et ses Collégiens[113]
- C'est beau Paris (1961, écrite par Albert Santoni) - Albert Santoni[114]
- C'est beau Paris (1966, écrite par Francis Carco, Robert Houdelot, Francis Lemarque et Jacques Lasry) - Francis Lemarque[114]
- C'est beau Paris ! (1976, écrite par Claire) - Claire[114]
- C'est déjà ça (1993) - Alain Souchon[115]
- C'est en flânant dans les rues de Paris (1933, écrite par André Hornez et Ralph Rainger) - Maurice Chevalier[90]
- C'est le be-bop (1950, écrite par Boris Vian et Jack Diéval) - Henri Salvador[116]
- C'est loin tout ça (1946, écrite par Géo Koger et Georges Ulmer) - Tohama[Note 1],[110]
- C'est l'Parisien (1882, écrite par Aristide Bruant)[117]
- C'est mademoiselle Paris (1930, écrite par Bridge et Vincent Scotto) - Georges Milton[118]
- C'est pa… pa…, c'est parisien (1931, écrite par Albert Willemetz, René Pujol et Casimir Oberfeld) - Georges Milton[27],[119]
- C'est parc' que j'suis né à Panam' (1969) - Daniel Guichard[92]
- C'est Paris (1923, écrite par Albert Willemetz et Maurice Yvain) - Maurice Chevalier[120]
- C'est un soir de Paris (1919) - Félix Mayol[121]
- C'est une chanson dans la nuit (1920, écrite par Jean Rodor, Lucien Dommel et Romain Desmoulins)[26]
- C'est vrai (1933, écrite par Casimir Oberfeld et Albert Willemetz) - Mistinguett[120]
- C'était Paris en 1925 (1971, écrite par Fernand Bonifay, Max François et James Bolden) - David Christie[122]
- C'était Paris en 1970 (1970, écrite par Pierre Delanoë et Claude Bolling) - Juliette Gréco[24],[123]
- C'était un jour de fête (1941) - Édith Piaf[124]
- La Chabraque (1960) - Guy Béart[93]
- Chambre 33 (écrite par Roger Vitrac et Yánnis Spanós)[Note 2] - Juliette Gréco (1966)[114]
- Les Champs-Élysées (1969) - Joe Dassin (1969)[9],[38],[81],[125], Daniel Darc (1993)[33]
- Chanson de l'Exposition de 1937 (1937) - Georgius[126]
- Chanson de la Seine (1946, écrite par Jacques Prévert et Joseph Kosma) - Fabien Loris, Germaine Montero, Catherine Sauvage[19],[127]
- Chanson de messieurs les forts de la halle (Not' bon roi s'plaît z'à Paris) (1789, anonyme) - Marc Ogeret (1989)[128]
- La Chanson de Paris (ou La Chanson des gars de Paris) (1934, écrite par Max Blot et Maurice Yvain) - Georges Thill[129]
- La Chanson de Paul (1975), de Jean-Loup Dabadie et Alain Goraguer, interprétée par Serge Reggiani
- Chanson des barricades de Paris (1649, anonyme) - Germaine Montero (années 1960)[128]
- La Chanson des fortifs (1937, écrite par Michel Vaucaire et Georges van Parys) - Fréhel (1938)[130]
- Chanteur des rues (années 1990) - Jean Piero[131]
- Le Chanteur des rues (1992) - Michel Sardou[131]
- La Chasse donnée à Mazarin par les paysans (1649, anonyme) - Les Quatre Barbus (années 1960)[128]
- Châtelet - les Halles (2000, écrite par Lionel Florence et Calogero) - Florent Pagny[125],[132]
- Le Chat noir (1884, écrite par Aristide Bruant) - Aristide Bruant
- La Chaussée Clignancourt (1880, écrite par Aristide Bruant et Paulus) - Paulus (1895)[117]
- Le Chevalier de Paris (1950, écrite par Angèle Vannier et Philippe-Gérard) - Édith Piaf (1950), Catherine Sauvage (1951), Yves Montand (1968)[133]
- Chez Rascal et Ronan - (1991, écrite par François Hadji-Lazaro) - Pigalle
- Le Chiffonnier de la Bastille (1958, écrite par Marcel Saint-Martin et Georges van Parys) - Germaine Montero[134]
- Chinatown Paris 13ème (1984) - Bernard Lavilliers[105]
- Ciel gris de Paris[Note 6] - Denise Boissier (1967)[100]
- Cinq minutes chez Bruant (1908) - Aristide Bruant et sa compagnie (1911)[117]
- Circulation (années 1950) - Josette Dutilloy[135]
- Claustrophobie et asphyxie (1972) - Germinal Floréal Tenas[136]
- Les Cloches de Notre-Dame (1953) - Léo Ferré[27]
- Clodi Clodo (2006, écrite par Claude Nougaro) - Claude Nougaro
- La Coco (1914, écrite par Edmond Bouchaud et Gaston Ouvrard) - Emma Liebel (1916), Fréhel (1930)[137]
- Le Cœur de Paris (1952) - Charles Trenet[93]
- Les Collines d'acier (1977) - Guy Béart[138]
- La colonne (1818, écrite par Émile Debraux)[139]
- Comme ils disent (1972) - Charles Aznavour[38]
- Comme un arbre (1972) - Maxime Le Forestier[101]
- Comme un moineau (1927, écrite par Marc Hély et Jean Lenoir) - Fréhel (1930)[118]
- Commerçants du faubourg (1997) - Richard Gotainer[88]
- La Complainte de la Butte (1954, écrite par Jean Renoir et Georges van Parys)[22] - Cora Vaucaire (1954)[27], Mouloudji (1955)[140], Patrick Bruel (2002)[27]
- La Complainte de l'heure de pointe (À vélo dans Paris) (1972) - Joe Dassin[135]
- La Complainte de la Seine (1934, écrite par Maurice Magre et Kurt Weill) - Lys Gauty (1934), Jean Guidoni (1983)[141]
- Complainte de la tour Eiffel - (années 1950, écrite par Guillaume Hanoteau, Jean Marsan et Georges van Parys) - Brigitte Sabouraud (1955), Germaine Montero (1962), Mouloudji (1964)[142]
- Cornet de frites (1949, écrite par Francis Lemarque et Boby Astor) - Yves Montand (1949), Francis Lemarque (1949), Catherine Sauvage (1951)[143]
- Couleurs sur Paris (1982) - Oberkampf
- Couplet de la rue Bagnolet (1942, écrite par Robert Desnos et Gérard Piliot) - Éric Brace
- La Coupole (1975, écrite par Renaud Séchan) - Renaud
- Le Crime du boulevard du Temple (années 1900, écrite par Pierre Dumont et Émile Spencer)[90]
- Le Cucurbitacée (1911, écrite par Léo Lelièvre, Paul Briollet et Henri Christiné) - Dranem[121]

Début de page

## D
- Dactylo rock (1961) - Les Chaussettes noires[144]
- La Dame du Luxembourg (1978, écrite par René Fallet et Lucienne Vernay) - André Claveau[101]
- Les Dames de mon quartier (2000) - Anne Sylvestre[145]
- Dans la rue (1912) - Aristide Bruant[146]
- Dans la rue Copernic - Alain Turban
- Dans la rue Quicampoix (1958, écrite par Pierre Latour et Bernard Lauze) - Michèle Arnaud
- Dans la salle du bar-tabac de la rue des Martyrs (1990) - Pigalle[22],[147]
- Dans les bouges de Paris (1918, écrite par Jean Rodor et Vincent Scotto)[26]
- Dans les bouges la nuit (1928, écrite par Bruno Cherubini, Henri Varna, Léopold de Lima et Cesare Andrea Bixio) - Mistinguett (1931)[148]
- Dans les magasins (1928, écrite par Albert Willemetz, Saint-Granier, Jean Le Seyeux et Charles Borel-Clerc) - Nina Myral avec Bach et Laverne (1928), Adrien Lamy (1928)[149]
- Dans les musettes, à Paris (1930) - Jean Cyrano (1931), Germaine Beria (1932)[102]
- Dans les squares à Paris, au printemps (1934, écrite par André Hornez et Ralph Rainger) - Maurice Chevalier[150]
- Dans les wagons de première classe (1965) - Henri Tachan[151]
- Dans ma rue (1996) - Doc Gynéco[33],[39]
- Dans Paris y'a une dame (1934, écrite par Charles Trenet et Johnny Hess) - Charles et Johnny[152]
- Dans une guinguette (1928) - Fréhel[118]
- De Marseille à Paris (2013) - Maître Gims feat. Bedjik, Dr. Beriz, H Magnum et Soprano[9]
- De place en place (ou Ballade des places de Paris ou Les Places de Paris) (1905, écrite par Lucien Boyer et Adolphe Stanislas) - Les Frères Jacques (1949), Chapo (1969), Georges Brassens (1979)[90]
- Dealer pour survivre (1995) - Expression Direkt[33]
- Deeply Ordered Chaos (2015) - The Cult[97]
- Défends-toi Paris (1870, écrite par Eugène Pottier)[153]
- Denfert-Barbès (1948) - Lily Fayol[27],[53]
- Depuis que je suis à Paris (1933, écrite par Mireille et Jean Nohain) - Pills et Tabet (1933), Jean Sablon (1934)[118]
- Derrière l'omnibus (1883, écrite par Jules Jouy et Louis Reynal) - Paulus (années 1880), Bravo (1902)[135]
- Détournement du voyageurs (1998) - Casse-Pipe[154]
- Le Deuil national (ou l'inondation de Paris) (1910, écrite par E. Maulemonde et basée sur l'air de L'Oreiller)[141]
- Le Diable de la Bastille (1962, écrite par Pierre Delanoë et Charles Dumont) - Édith Piaf[93]
- Djemila (1980, écrite par Pierre Philippe et Michel Cywie) - Jean Guidoni[155]
- D'la Madeleine à l'Opéra (1918) - Mayol[156]
- Dodo, métro, boulot, dodo (1970) - Eddy Mitchell (1971)[157]
- La Douche municipale (1959) - René-Louis Lafforgue[158]
- Drouot (1970, écrite par Barbara) - Barbara[93]
- Du chêne centenaire à la tour Montparnasse (1999) - Gérard-André[156]
- Du côté de la porte des Lilas (1995) - Guy Marchand[159]
- Du côté de la rue des Saules (1996, écrite par Pierre Louki et Richard Galliano)

Début de page

## E
- Écoutez la ballade (1962) - Francis Lemarque[24]
- Écoutez-moi les gavroches (1974) - Renaud (1975)[160]
- Édith (1988) - Allain Leprest[158]
- Élégie d'un rat de cave (1979, écrite par Georges Brassens) - Georges Brassens et les Petits Français
- Ell' prend l'boul'vard Magenta (1916) - Vincent Scotto (1916), Mayol (1918)[161]
- Elle fréquentait la rue Pigalle (1939, écrite par Raymond Asso et Louis Maitrier) - Édith Piaf (1939), Lucienne Delyle (1939)[162]
- En avril à Paris (1953) - Charles Trenet[163]
- En descendant la rue d'Alger - Les frères Jacques et André Gassini et son orchestre
- En flânant dans Paris (1961) - Luc Romann[164]
- En maison (1934) - Damia[165]
- En parlant (un peu) de Paris (1931) - Henry Garat[166]
- L'Enfant de Paris (1963) - Yves Montand[167]
- L'Enfant du cordonnier (1902, écrite par Félix Mortreuil et Henri Christiné) - Dranem[168]
- L'Enfant ébloui (1977, écrite par Jean Dréjac et Jean Constantin) - Yves Montand (1980)[169]
- Les Enfants de Paris (2009) - Pierre Meige[170]
- Les Enfants Paradis (2016) - Saez[79],[95],[96],[97],[99]
- Entre 14 et 40 ans (1973) - Maxime Le Forestier[171]
- Entre la rue Didot et la rue de Vanves (1982, écrite par Georges Brassens)[38],[172] - Jean Bertola[173]
- Entre Pigalle et Blanche (1958, écrite par Roland Valade et Jacques Datin) - Philippe Clay (1958), Patachou (1958)[174]
- Entre Saint-Ouen et Clignancourt (1933) - La môme Moineau (1936), Édith Piaf (1937)[175]
- Escalier B (1969, écrite par Guy Béart) - Guy Béart
- Est-ce à la Grange aux Belles ? (1974) - Mouloudji[176]
- Étranges étrangers (2008) - Jean Guidoni[177]
- L'éternité à Denfert (1993, écrite par Jacques Bertin) - Jacques Bertin
- L'Europe s'ennuyait (1990) - Léo Ferré[178]
- Evening in Paris (1957) - Quincy Jones[33]

Début de page

## F
- Faubourg Saint-Antoine / Ça sent la joie… (1975) - Francis Lemarque[179]
- Faubourg Saint-Martin (1954) - Yves Montand[22],[38],[180]
- La Faubourienne (1931) - Berthe Sylva[181]
- Femmes de Paris (1983) - Nicoletta[46]
- La Fête à Neu-Neu (1943) - Maurice Chevalier[182]
- Le Feutre taupé (1948, écrite par Charles Aznavour et Pierre Roche) - Roche et Aznavour (1948, écrite par Charles Aznavour et Pierre Roche), Charles Aznavour (1956)[176]
- Les Feux de Paris (1994, écrite par Louis Aragon et Jean Ferrat) - Jean Ferrat[33]
- Les Feux de la Seine (2001) - Néry[183]
- La File indienne (1955, écrite par Georges Brassens) - Bernard Lavalette (1986), Maxime Le Forestier (1996)[184]
- Les Filles de Paris (1956) - Caterina Valente[46]
- Les Filles de Paris - Paul Anka[46]
- Les Filles de Paris (1970) - Jean-François Michaël[46]
- Flamenco de Paris (1950, écrite par Léo Ferré) - Léo Ferré (1950), Yves Montand (1953)[185]
- Fleur de berge (1897) - Yvette Guilbert[27]
- Fleur de Paris (1932, écrite par Jean Villard) - Gilles et Julien[181]
- Fleur de Paris (1944, écrite par Maurice Vandair et Henri Bourtayre) - Jacques Hélian et son orchestre (1944), Maurice Chevalier (1944)[186]
- Fleur de Seine (1901, écrite par Eugène Joullot, Fernand Disle et Émile Spencer) - Dona (1909), Yves Montand (1950), Monique Morelli (1957)[183]
- Flic de Paris (1967) - Jehan Jonas[187]
- Florence sur les Champs-Élysées (1958) - Miles Davis[33],[59]
- Foire du Trône (écrite par Robert Lamoureux et Georges Hélian) - Claude Carrère[Note 3],[188]
- La Foire du Trône (1980, écrite par Gilbert Laffaille) - Gilbert Laffaille[188]
- Folies-Bergère (1948, écrite par Maurice Chevalier et Francis Lopez) - Maurice Chevalier[189]
- La Folle de Maillot (1975) - Claude-Michel Schönberg[190]
- La Fontaine des Innocents (années 1970) - Nadine Michel[191]
- Frédé (écrite par Michel Vaucaire et Daniel White)[Note 2] - Cora Vaucaire (1953)[192]
- Frédo (1973, écrite par Bernard Dimey et Hubert Degex) - Les Frères Jacques (1973), Philippe Meyer (2001)[193]
- Frédo le porteur (1952, écrite par Camille François et Étienne Lorin) - Bourvil[194]
- Free Man in Paris (1974) - Joni Mitchell (1974)[7],[8],[9],[33],[195], Sufjan Stevens (2007)[33]
- Friday 13th 2015 (2015) - Jarvis Cocker et Serafina Steer[79]
- Le Froid à Paris (années 1860) - Gustave Nadaud[196]
- Frühling in Paris (2009) - Rammstein
- Fulgence Bienvenüe (2001) - Service public[197]

Début de page

## G
- Galerie Véro-Dodat (années 1970) - Évelyne Pagès[164]
- La Garde nationale (sur son licenciement par Charles X) (années 1820, écrite par Béranger)[198]
- Gare d'Austerlitz (1969) - Simone Langlois[199]
- Gare de l'Est (1990, écrite par Jacques Duvall) - Alain Chamfort
- Gare de Lyon (1958, écrite par Billequin et Denise Lebrun) - Denise Lebrun[199]
- Gare de Lyon (1961, écrite par Roland Bailly et Jo Moutet) - Pierrette Bruno[199]
- Gare de Lyon (1964, écrite par Barbara) - Barbara[27],[33],[38],[200]
- Gare de Lyon (1997, écrite par Kent Cokenstock et François Bréant) - Enzo Enzo[199]
- Gare du Nord (1973, écrite par Nicolas Skorsky) - Catherine Sauvage[199]
- Gare du Nord à 7 plombes du mat' blues (1978) - Mike Lécuyer 33-tours A 7 plombes du mat' blues et CD compilation 19 777 879
- Gare du Nord (1990, écrite par Marc Robine) - Marc Robine[199]
- Gare du Nord (1996, écrite par Alain Aurenche) - Alain Aurenche[199]
- Gare du Nord (1999, écrite par Philippe Katerine) - Katerine[199]
- Gare du Nord (2010, écrite par Yan Pradeau) - Malakoff[199]
- Gare Montparnasse (1999, Philippe Katerine) - Philippe Katerine
- Gare Montparnasse blues (1983) - Jean-Marie Vivier[199]
- Le gars de Rochechouart (1957, écrite par Boris Vian et Henri Salvador) - Anny Gould (1957), Maria Rémusat (1957), Annie Fratellini (1958), Henri Salvador (1958), Mouloudji (1976)[24],[201]
- Les Gavroches, les Poulbots (1969) - Daniel Guichard[202]
- Germaine (1977, écrite par Renaud Séchan) - Renaud[203]
- Give Paris One More Chance (1983) - Jonathan Richman[7],[8],[33],[37]
- Gosse de Paris (1959) - Charles Aznavour[204]
- Gosse de Paris (Je suis née dans le Faubourg Saint-Denis) (1929 , écrite par Henri Varna, Léo Lelièvre, Léopold de Lima et René Sylviano) - Mistinguett'
- Le Grand Rouquin (1912, écrite par Bénech et Dumont)[26] - Jysor (1925), Georgette Plana (1959), Léo Noël (1962), Raoul de Godewarsvelde (1967)[193]
- Grands Boulevards (1951, écrite par Jacques Plante, Air traditionnel russe, arrangemets de Léo Poll) - Yves Montand[22],[27],[205]
- Grand Paris (2017) - Médine
- Grand Paris 2 (2020) - Médine
- Grande armée (2017) - Lacrim
- Les grands soirs de Paris (1956, écrite par Albert Willemetz et José Padilla) - Maurice Chevalier[206]
- La Grisette du Quartier latin (1860) - Rachel de Ruy (1907)[207]
- Guess Who I Saw in Paris (1969) - Buffy Sainte-Marie[59]
- Guy Môquet (2021) - Uzi

Début de page

## H
- Les Halles de Paris (1952, écrite par G. Camille et G. Brérard) - Les Frères Jacques
- Hell to Pay at the Gates of Heaven (2016) - Pete Doherty[79],[97],[98]
- Les Héros de Barbès (1975, écrite par Yves Simon) - Yves Simon
- L'heure du thé (2002, écrite par Vincent Delerm) - Vincent Delerm
- Les Hiboux (1925, écrite par Eugène Joullot et Paul Dalbret) - Dalbret (1926), La Môme Piaf (1936), Monique Morelli (1958)[206]
- L'Homme sandwich (1958) - Jean Ferrat[164]
- Hôtel Dieu (2007, écrite par Guy Béart) - Henri Tachan
- Hôtel des Infidèles (2017) - Étienne Daho
- Hyper Cacher (2016) - Renaud[95],[97],[98],[99]

Début de page

## I
- I Love Paris (1953, musique et paroles originales de Cole Porter, paroles françaises de Jacques Larue)[208] - Maurice Chevalier[173], Luis Mariano[173], Lucienne Delyle[173], Dario Moreno[173], Les Négresses vertes[173], Ella Fitzgerald[8],[58],[59], Frank Sinatra[58], Doris Day[58], Helen Merrill[58]
- I Love You All (2015) - Zazie[97],[98]
- Ici Paris (1992) - Noir Désir[33]
- L'idole (2010, écrite par Florent Marchet) - Florent Marchet
- Idylle souterraine (1933) - Jean-Loup[53]
- Il a les bras r'tournés (1926, écrite par Charles-Louis Pothier, Henri Varna et René Mercier) - Damia[181]
- Il a les doigts de pied en éventail (1933, écrite par Gabriello et Trémolo) - Gabriello[Note 1],[164]
- Il est à moi (l'Olympia) (1993, écrite par Pierre Delanoë et Gilbert Bécaud) - Gilbert Bécaud
- Il est cinq heures, Paris s'éveille (1968) - Jacques Dutronc[26],[33],[37],[39],[59],[81],[125],[209],[210]
- Il fait beau à Paris (1956, écrite par Jacques Grello et Guy Béart) - Marc et André (1956), Jacques Grello[Note 1], Guy Béart (1975)[196]
- Il ne se passe plus rien au Quartier Latin (2009) - Pierre Meige[170]
- Il n'y a plus d'après (1960, écrite par Guy Béart) - Guy Béart (1960), Juliette Gréco (1960), Anthony Perkins (1961)[211]
- Il n'y a qu'un Paris (années 1940, écrite par Battaille Henri et Tiarko Richepin) - André Dassary (1944)[208]
- Il pleut à Paris (2024) - PLK
- L'Île Saint-Louis (1950, écrite par Francis Claude et Léo Ferré) - Michèle Arnaud (1950), Léo Ferré (1952)[81],[211]
- I'm Throwing My Arms Around Paris (2009) - Morrissey[7],[195]
- Imprudentes (1932) - Georgius[188]
- In the Absence of the Parisienne (1994) - Malcolm McLaren[33]
- L'Insouciance (2016) - Louise attaque[79]
- Irma la Douce (1956, écrite par Alexandre Breffort et Marguerite Monnot) - Colette Renard (1956), Simone Alma (1958)[212]
- It Wasn't Paris, It Was You (Paris sans toi) - Nancy Holloway[37]
- I've Seen That Face Before (Libertango) (1981) - Grace Jones[7],[8]

Début de page

## J
- J'ai deux amours (1930, écrite par Géo Koger, Henri Varna et Vincent Scotto) - Joséphine Baker et Adrien Lamy[208]
- J'ai embrassé un flic (2016) - Renaud[95],[97],[98],[99]
- J'ai engueulé l'patron (1911, écrite par Marnois, Louis Maubon et Émile Spencer) - Montel (1911), Paul Lack (1911)[193]
- J'ai laissé mon cœur à Paris (1943) - Georges Tabet[213]
- J'ai le cœur vide aujourd'hui (1968) - Françoise Hardy[214]
- J'ai perdu l'amour (2007) - David Thibault[215]
- J'ai r'trouvé mon bistrot (1947, écrite par Francis Carco et Vincent Scotto) - Émile Prud'homme[Note 1],[216]
- J'aime Paris (1936, écrite par Jean Tranchant) - Jean Tranchant (années 1930), Roger Toussaint avec l'orchestre de Fred Adison (1936)[217]
- J'aime Paris au mois de mai (1956) - Charles Aznavour[196]
- J'aime plus Paris (2007) - Thomas Dutronc[39],[169]
- Jardin des Plantes (2013, écrite par Vincent Delerm) - Gilbert Lafaille
- Le jardin du Luxembourg (1976, écrite par Claude Lemesle, Toto Cutugno et Vito Pallavicini) - Joe Dassin
- Jardin Montsouris (1965) - Annie Fratellini[218]
- La Java 43 (1943, écrite par René Langrand et Léon Agel) - Andrex[186]
- La Java de Cézigue (1927) - Galiardin (1927), Alibert (1928), Édith Piaf (1936)[219]
- La Java des Bons-Enfants (ou La Rue des Bons-Enfants) (1973, écrite par Guy Debord et Francis Lemonnier) - Jacques Marchais (1974), René Binamé (1996)[220]
- La Java en mineur (1937, écrite par Raymond Asso, Léo Poll, Marcel Delmas) - Édith Piaf (1937), Jojo des Halles (années 1950)[190]
- La java de la Varenne (1961, écrite par Jean-Roger Caussimon et Jacques Dantin) - Jean-Roger Caussimon
- J'avais quitté Paris (1962, écrite par Claudine Daubizit et Roland Vincent) - Jacqueline Danno[221]
- Je cherche Paris (1997) - Francis Lemarque[24],[222]
- Je hais Paris (1958) - Pierre Loray[169]
- Je me champs élyse (1968, écrite par Jacques Lanzmann, Anne Segalen et Francis Lai) - Zizi Jeanmaire[24]
- Je me suis laissé embouteiller (1925, écrite par Albert Willemetz et Maurice Yvain) - Reda Caire (1956)[187]
- Je ne peux vivre qu'à Paris (années 1960, écrite par Carlo Nell et Romano de Vico) - Annick Blin[223]
- Je ne pourrais jamais quitter Paris (1957, écrite par Pierre Saka et André Lodge) - Dario Moreno[223]
- Je ne veux pas mourir (2016) - Vincent Delerm[95],[96],[97]
- Je pense à toi (2008, écrite par Vincent Delerm) - Vincent Delerm
- Je t'attends (1967) - Jacques Debronckart[224]
- Je t'attends à Charonne (1968, écrite par Leny Escudero) - Leny Escudero
- Je te dis : merci Paris (1950) - Luis Mariano[22]
- La jeune fille aux croissants (2015, écrite par Christophe Andréani) - Christophe Andréani
- Je vais au zoo avec Zizi (1936, écrite par René Pujol, Jean Manse et Casimir Oberfeld) - Fernandel[15]
- Le Jeune homme du métro (1912) - Nitta-Jo[53]
- Le Jeune homme du parc Monceau (1919, écrite par Bénech et Dumont) - Ferdinand-Louis Bénech[Note 1], Louis Lynel (1924)[218]
- Les Jeunes filles du Luxembourg (1963) - Daniel Laloux[218]
- J'm'en fous pas mal (1946, écrite par Michel Emer) - Édith Piaf[225]
- Joe le taxi (1987) - Vanessa Paradis[226]
- Le Joueur d'accordéon (1974) - Yves Simon[197]
- Le jour et l'heure (2016) - Patricia Kaas[97],[98]
- Les Joyeux Bouchers (1954, écrite par Boris Vian et Jimmy Walter) - Boris Vian (1955), Les Garçons de la rue (1956), Sue et les Salamandres (1994), Catherine Ringer and the Renegade Brass Band (1997)[227]
- Le Joyeux Contrôleur (1910) - Faivre[53]
- Joyeux Noël (1968) - Barbara[211]
- Julie la Rousse (1956) - René-Louis Lafforgue[164]
- J'suis mort (2011, écrite par Thomas Fersen) - Thomas Fersen

Début de page

## L
- La Seine (2011) - Vanessa Paradis, -M-
- Laisse-moi mon Paris tel qu'il est (années 1980) - Colette Mars[223]
- La Langue française (1962) - Léo Ferré[228]
- La Lanterne (1912, écrite par Léo Lelièvre et Paul Marinier) - Mayol[Note 1],[228]
- La Légende des clochards de Paris (1956, écrite par Michel Magne) - Renée Caron[229]
- Lente coulait le Seine (1959, écrite par Paul Barrault) - Paul Barrault (1959), Jacques Douai (années 1960)[230]
- Let's Tango in Paris (1982) - The Stranglers[33]
- Lettre anonyme à monsieur le directeur du musée du Louvre (1984) - Yves Montand[231]
- Little French Song (2013) - Carla Bruni[9]
- Lobo-hombre en París (1984) - La Unión[59],[195]
- Le Long des rues de Paris (1951) - Mouloudji[232]
- La Lorette (vers 1849) - Gustave Nadaud (années 1890)[233]
- Lorsque papa était à Paris en occupation (1959) - Jean Dréjac[234]
- Les Lilas (1957), de Georges Brassens
- Les Loupiots (1904, écrite par Aristide Bruant et Trémolo) - Jean Weber (2009)[235]
- Les loups sont entrés dans Paris (1967) - Serge Reggiani[27]
- Les Lumières de Belleville (années 1990, écrite par Eddy Marnay et Clark B. Novello) - Régine (1995), Régine avec La Grande Sophie (2009)[236]
- Les Lumières de la Seine (1967) - Mouloudji[236]
- Luna Park (1945) - Yves Montand[237]

Début de page

## M
- Maman Chauvier (1986, écrite par Serge Lama et Yvette Gilbert) - Serge Lama
- Ma petite alouette (1976) - Jacques Debronckart[238]
- Ma p'tite amie de la rue Saint-Paul (1953, écrite par Robert Lamoureux et Henri Bourtayre) - Mouloudji[239]
- Ma vieille ville (2007) - Les Rita Mitsouko[37],[240]
- Mademoiselle de Paris (1948, écrite par Henri Contet et Paul Durand) - Jacqueline François (1948), André Claveau (1948), Bing Crosby (1953)[22],[81],[241]
- Mademoiselle Swing (1942, écrite par Louis Poterat et Raymond Legrand) - Irène de Trébert avec Raymond Legrand et son orchestre[242]
- Les mains froides (2011, écrite par Olivier Delafosse et Camille Ballon) - Oldelaf
- Le Mal de Paris (1951) - Mouloudji (1951)[22], Claire Leclerc (années 1950)[243]
- Mam'zelle Clio (1939, écrite par Charles Ternet) - Charles Trenet[244]
- Mambo de Paree (1955) - Eartha Kitt[245]
- La Marche de Ménilmontant (1942) - Maurice Chevalier (1942)[38],[246], Les Garçons bouchers[247]
- Marche des dos (1884) - Aristide Bruant (1912)[248]
- Marche des gamins de Paris (1900, écrite par Paul Marinier et Rodolphe Berger) - Lejal (1900)[235]
- Mariage d'un jour (Ces heures-là) (1973) - Serge Lama[239]
- Marianne (2018) - Alexis HK[95]
- Marie la française (1956, écrite par Jacques Larue et Philippe-Gérard) - Édith Piaf[249]
- Les Martyrs du métro (1932) - Sarthel[53]
- Le matin au Bois de Boulogne (1955, écrite par V. Mésy et Paul Delmet) - Denise Benoit[250]
- Les matins de Paris (2007) - Teki Latex et Lio[125]
- Le Mauvais Sujet repenti (1952, écrite par Georges Brassens) - Georges Brassens[239]
- Maxim's (1964, écrite par Serge Gainsbourg) - Serge Gainsbourg[7],[33]
- Meet You in Paris (2012) - Jonas Brothers[251]
- Ménilmontant (1938) - Charles Trenet (1939)[8],[26],[125],[252]
- Ménilmuche (1955) - Germaine Montero[253]
- Métro (1949, écrite par Robert Lamoureux, Henri Bourtayre et Bob Castella) - Yves Montand (1949), Robert Lamoureux (1950)[254]
- Métro (1973, écrite par Anne et Gilles Méchin) - Anne et Gilles[254]
- Métro (2000, écrite par Erwan Séguillon et François-Xavier Bossard) - Java[53],[254]
- Métro (2000, écrite par Mano Solo) - Mano Solo[254]
- Le Métro (1948, écrite par Francis Claude et Léo Ferré) - Léo Ferré[254]
- Le Métro (1992, écrite par Pierre Perret) - Pierre Perret[254]
- Métro (c'est trop) (1977) - Téléphone[39]
- Le Métro de l'amour, chanson comique (1928, écrite par Belhiatus et Émile Spencer) - Charlus[Note 1], Borel's (1928)[239]
- Métro Grenelle (1956, écrite par Jacques Esterel, Jacques Vigouroux et Decret-Thomson) - Jacques Esterel
- Métropolitain (1998) - Superflu[53]
- Le Métropolitain (1891) - écrite par Jules Oudot[22]
- Mes souvenirs, mes seize ans (1984, écrite par Claude Moine et Pierre Papadiamantis) - Eddy Mitchell
- Mes universités (1971, écrite par Henri Djian, Sébastien Balasko et Daniel Faure) - Philippe Clay[27],[255]
- Midi-minuit (1980) - Jean Guidoni[256]
- Midinette de Paris (1947, écrite par Charles Humel) - Tino Rossi[257]
- Les Midinettes de Paris (1903, écrite par Eugène Rimbault, Charles Desmarets et J. Mérot) - Mayol[246]
- Midnight les Halles (1979) - Boris Santeff[258]
- Mimile (un gars de Ménilmontant) (1939, écrite par Jean Boyer et Georges van Parys) - Maurice Chevalier[246]
- Minuit à Paris (1937, écrite par Jean Tranchant) - Jean Tranchant[259]
- Miracle de Paris (1952) - Luis Mariano[27]
- Mise au point (1983, écrite par Jackie Quartz et Gérard Anfosso) - Jackie Quartz
- Moi je dors près de la Seine (1953, écrite par Henri Contet et Paul Durand) - Jacqueline François[257]
- Moi j'fais mon rond (1954) - Charles Aznavour[260]
- Moi, mon Paris (ou Mon Paris à moi) (1954, écrite par Boris Vian et Jimmy Walter) - Renée Lebas (1954), Paris Combo (2004)[261]
- Moineau de Paris (1929, écrite par Léo Lelièvre, De Lima, Henri Varna et José Padilla) - Mistinguett[262]
- La Môme Catch-catch (1938, écrite par Maurice Vandair et Maurice Alexander) - Fréhel[263]
- Les Mômes (1991, écrite par Jean Richepin et Jean-Michel Piton) - Jean-Michel Piton[235]
- Les Mômes de la cloche (1915, écrite par André Decaye et Vincent Scotto) - Berthe Sylva (1933), Édith Piaf (1936)[263]
- Les Mômes de mon quartier (1951, écrite par Jean Cosmos et Bob Castella) - Yves Montand[235]
- Mon fils est parti au Djihad (2017) - Gauvain Sers[95]
- Mon heure de swing (1941) - Georgius[242]
- Mon Paris ! (ou Ah ! qu'il était beau mon village) (1925, écrite par Lucien Boyer et Vincent Scotto) - Emma Liebel (1925), Alibert (1925)[240]
- Mon Paris qui rétrécit (1978) - Annabel[255]
- Mon Sébasto (1958, écrite par Jean-Roger Caussimon et Léo Ferré) - Léo Ferré (1958), Jean-Roger Caussimon (1973)[264]
- Mon seul Paris (1930) - Florelle[265]
- Mon vieux Paris (1936, écrite par Louis Poterat et Jean Wiéner) - Maurice Chevalier (1937)[27],[236]
- Monsieur Jo (1943, écrite par Raymond Vincy et Francis Lopez) - Andrex[266]
- Monsieur Petit Louis (1958) - Yves Montand[266]
- Monsieur Victor Hugo (1954) - Nicole Louvier[267]
- Montparis (1973) - Claude Nougaro[24]
- Montparnasse (1975) - Michel et Christiane Legrand[24]
- Montparnasse (1979) - Mike Lécuyer 33 tours Partie Libre et CD 19 777 879
- Montparnasse - Montréal (2011) - Mike Lécuyer CD De Montparnasse A Montréal
- Montparnasse (2015) - Grand Blanc[33]
- Monuments et musées (années 1950) - Josette Dutilloy (années 1950)[268]
- Le Moulin de la Galette (1945, écrite par Louis Poterat, André Tabet et Norbert Glanzberg) - Lucienne Delyle[269]
- Le Moulin de la Galette (années 1950, écrite par Guy Loisel) - Suzanne Robert[242]
- Le Moulin de la Galette (écrite par F. Doria) - Faure[Note 2],[242]
- Moulin Rouge (écrite par William Engvick, Georges Abel et Louis Auric) - Les compagnons de la chanson
- Moulin Rouge (1996) - Marousse[Note 5],[242]
- Le Moulin Rouge (1896, écrite par Maurice Boukay et Marcel Legay)[22],[242]
- Le Moulin Rouge (1952, écrite par Jacques Larue et Georges Auric) - André Claveau (1953), Mathé Altéry (1953), Juliette Gréco (1963)[81],[242]
- Le Moulin Rouge (2008, écrite par Alain Turbanovitch) - Alain Turban[242]
- Mourir à Paris (2015) - Bérurier noir[96]
- Le mur de la prison d'en face (1977, écrite par Yves Duteil) - Yves Duteil
- My Cozy Little Corner in the Ritz (1919, écrite par Cole Porter)[270]
- Myriam (1996, écrite par Marc Lavoine, Vincent Ravalec et Alain Nanty) - Marc Lavoine

Début de page

## N
- Nashville ou Belleville (1984) - Eddy Mitchell[271]
- Neige (1988) - Gilbert Laffaille[272]
- Neige sur la ville (1962)[Note 5] - Jean-Claude Pascal[272]
- Nénufar (Marche officielle de l'Exposition coloniale) (1931) - Alibert[273]
- Ne viens pas à Paris (1967) - Les Compagnons de la chanson
- Niggas in Paris (2011) - Jay-Z et Kanye West[7],[8],[9],[33]
- N'importe où, n'importe quand (2016) - Jeanne Cherhal[79]
- Nini peau d'chien (1895)[274], écrite par Aristide Bruant[26]
- Les Nocturnes (1914, écrite par Charles Cluny, Raoul Le Peltier et Gaston Gabaroche) - Resca (1916), Damia (1931), Berthe Sylva (1934)[259]
- Le Nombril des femmes d'agent (1956), Georges Brassens
- Non, je ne regrette rien (1960) - Édith Piaf[9]
- Notre-Dame de Paris (1952, écrit par Eddy Marnay et Marc Herrand) - Édith Piaf[275]
- Notre Dame (2024) - Gazo
- Notre rue de Paris (1972) - Alain Barrière[276]
- Nous iront aux Tuileries (1951, écrite par Henri Contet et Varel et Bailly) - Lucienne Delyle[250]
- Nous ne ferons pas pleurer Paris (1972) - Glenmor[255]
- Novembre à Paris (2017) - Cyril Mokaiesh[79],[95]
- Le Noyé assassiné (1953, écrite par Charles Aznavour et Florence Véran) - Philippe Clay[277]
- Les nuits de Notre-Dame (années 1950) - Suzy Solidor (1953)[257]
- Nuits de Paris (1947) - Georges Ulmer[278]
- Les nuits parisiennes (1997) - Louise attaque[39],[278]

Début de page

## O
- L'Obélisque (1956) - Guy Béart (1958)[279]
- Obsolète (1994) - MC Solaar[39]
- Oh dis Paris (1982) - Maurice Fanon[280]
- Oh! Que j'aime Paris (1930) - Mistinguett
- Ohé Paris (1950) - Charles Trenet[257]
- L'Oiseau sans plume (2000) - La Rue Ketanou[281]
- L'Omnibus automobile (1905, écrite par Vincent Hyspa et Erik Satie) - Régine Crespin (1979), Gabriel Bacquier (1987), Hélène Davault (1991)[282]
- On danse à la Villette (1944, écrite par Jacques Larue et Émile Carrara) - Damia[283]
- On danse au métro (1955) - Marie Dubas[82]
- On ne se lâchera pas la main (2015) - Cali[95],[97],[98],[99]
- On ne voit ça qu'à Paris (1934) - Danielle Darrieux et Pierre Mingand[284]
- Oscar (1981) - Renaud[285]
- Oscar et Irma (1969, écrite par Jean Obé et Marcel Yonnet) - Christine Sèvres
- Où c'est qu'il est barré Gavroche ? (1969) - Daniel Guichard[271]
- Où est-il donc ? (1926, écrite par André Decaye, Lucien Carol et Vincent Scotto) - Georgel (1926), Fréhel (1927 et 1936), Monique Morelli (1957)[81],[240]
- Où sont-ils mes petits copains ? (1941, écrite par Édith Piaf et Marguerite Monnot) - Édith Piaf[286]
- Oui, je suis de Paris (1936, écrite par Pierre Bayle, De Lima et Casimir Oberfeld) - Mistinguett[287]
- Our Last Summer (1980) - ABBA[288]

Début de page

## P
- Padam, padam... (1951) Édith Piaf, écrite par Henri Contet et composée par Norbert Glanzberg
- Parc Montsouris (1988, écrite par Jacques Higelin) - Jacques Higelin
- Palais Royal (1979, écrite par Jay Alanski, Alain Chamfort et Jean-Noël Chaléat) - Alain Chamfort[38]
- Le Palladium (1966) - Léo Ferré[242]
- Pam Pa Nam (2012) - Oxmo Puccino[39],[210]
- Panam' (2001) - Triptik[33]
- Le Panam' de mes dix ans (1969) - Daniel Guichard[289]
- Paname (1960) - Léo Ferré[22]
- Paname (2008) - Kana[290]
- Paname (2011) - Booba[8],[33]
- Paname (2016) - Slimane
- Paname, ville d'amour (1937, écrite par André de Badet, Frédo Gardoni et Jean Chavoit) - Tino Rossi[291]
- Papa Paname (2011) - Vanessa Paradis[210]
- Parce que ça me donne du courage (ou Le Pas du facteur) (1948, écrite par Jean Nohain et Mireille) - Yves Montand (1949)[246]
- Paree, What You Did to Me (écrite par Cole Porter)[292]
- Paris (2016) - The 1975[7]
- Paris (2002, écrite par Camille) - Camille[9],[293],[247]
- Paris (2010) - Benoît Dorémus[294]
- Paris (2008) - Friendly Fires[7],[33],[195]
- Paris - Grems[33]
- Paris - Lana Del Rey[7]
- Paris (1994, écrite par Bernard Lavilliers et Pascal Arroyo) - Bernard Lavilliers[293],[247]
- Paris (1991) - Marc Lavoine[37],[293]
- Paris (2014) - Little Dragon[8]
- Paris (2013) - Magic Man[9]
- Paris - Luck Mervil[293]
- Paris (années 1860) - Gustave Nadaud [22],[247]
- Paris (2007) - Yael Naim[9]
- Paris (2008) - Rohff
- Parsi (2010) - Kate Nash[195]
- París (2000) - La Oreja de Van Gogh[195]
- Paris (1949, écrite par André Bernheim) - Édith Piaf[26],[293],[210]
- Paris (1958) - Pérez Prado[33]
- Paris (2002, écrite par Chet, Jérôme Rebotier et David Hadjadj) - Olivia Ruiz[293],[247]
- Paris - Regina Spektor[7]
- Paris (1984) - Taxi Girl[33],[37],[39],[293]
- Paris - Tryo[293]
- Paris (2016) - Willy William
- Paris (2017) - The Chainsmokers
- Paris (2022) - Niska
- Paris (2025) - Nono la Grinta
- Paris 75 (1975) - Yves Simon[33],[37],[295]
- Paris 1919 (1973) - John Cale[7],[8],[33]
- Paris 2034 (1993) - Pigalle[271]
- Paris a besoin de fêtes (1980) - Michel Hermon[242]
- Paris a ses 2000 ans (1951) - Maurice Chevalier[296]
- Paris an 2000 (1972) - Jean Ferrat[27],[123],[297]
- Paris après minuit (1964) - Les Relax[298]
- Paris at Night (1949, écrite par Jacques Prévert et Joseph Kosma) - Yves Montand (1949), Cora Vaucaire (1949)[299]
- Paris au mois d'août (1965, écrite par Charles Aznavour et Georges Garvarentz) - Charles Aznavour[27],[300]
- Paris au mois d'août (1970, écrite par André Hardellet et Guy Béart) - Guy Béart[300]
- Paris au mois d'août (2001, écrite par Agnès Bihl) - Agnès Bihl[300]
- Paris au mois d'août (2006, écrite par Pascale Daniel) - Pascale Daniel[300]
- Paris au mois de septembre (1961, écrite par Monique et Aldebert) - Danielle Darrieux (1961), Jean-Claude Pascal (1962)[300]
- Paris aujourd'hui (1991) - La Souris déglinguée[301]
- Paris Bells (1965) - Marianne Faithfull[7]
- Paris-biguine (1930) - Orphélien[302]
- Paris Blue (2010) - Lykke Li[7]
- Paris Blues (1961) - Duke Ellington[33]
- Paris boulevards (1995) - Mano Solo[303]
- Paris-boxon (2003) - Jil Caplan[303]
- Paris By (2011, écrite par Michel Jonasz)[298]
- Paris by Night (1977[304], écrite par Jean-Michel Jarre et Patrick Juvet) - Patrick Juvet[298]
- Paris by Night (1980, écrite par Mouloudji) - Mouloudji[298]
- Paris by Night (1980, écrite par Jean-Louis Caillat) - Jean-Louis Caillat[298]
- Paris by Night (1983, écrite par Linda Keel et Humbert Foscolo) - Linda Keel[298]
- Paris by Night (1984, écrite par Benjamin Mohun) - Benjamin[298]
- Paris by Night (2003, écrite par DSL) - DSL[298]
- Paris by Night (2008, écrite par Alistair) - Alistair[298]
- Paris by Night (2010, écrite par Dého) - Dého[298]
- Paris by Night (2014, écrite par Bénabar)[305] - Bénabar[210]
- Paris by Night (Love at First Field) (1978, écrite par Bernie Bonvoisin, Bon Scott, Angus Young et Malcolm Young) - Trust[298]
- Paris Canaille (1953) - Léo Ferré (1953), Catherine Sauvage (1953), Colette Renard (1957)[22],[306]
- Paris, Casino de Paris (1983, écrite par Jean-Jacques Debout) - Les Incroyables[307]
- Paris, c'est une idée (1968, écrite par Léo Ferré)[308] - Catherine Sauvage (1968)[308], Léo Ferré (1969)[33],[309]
- Paris c'est loin (2016) - Damso
- Paris c'est magique (2019) - Ninho
- Paris c'est magique (2020) - Leto
- Paris champagne (1951, écrite par Raymond Vincy et Francis Lopez) - Luis Mariano[310]
- Paris-chansons (1964) - Jacqueline Danno[311]
- Paris chéri (1951, écrite par Raymond Vincy et Francis Lopez) - Luis Mariano[312]
- Paris cide (1981) - Michel Kricorian[313]
- Paris couleur novembre (1975, écrite par Henri Gougaud et Gérard Jouannest) - Juliette Gréco[314]
- Paris d'été (1963, écrite par Anne Sylvestre) - Claude Vinci[300]
- Paris d'papa (1971, écrite par Serge Gainsbourg et Jean-Claude Vannier) - Juliette Gréco[24],[276],[315]
- Paris de mes mélancolies (1970, écrite par Mouloudji et Cris Carol) - Jacqueline François[316]
- Paris des amours (1955) - Marc et André[317]
- Paris Dubaï (2021) - Mohamed Ramadan
- Paris en automne (1960, écrite par Alexandre Breffort, R. Laurivet Jean-Pierre Mottier) - Patachou[300]
- Paris en bourlinguant (1956) - Marc et André[318]
- Paris en colère (1966) - Mireille Mathieu[22],[125]
- Paris en fête (1951, écrite par Henri Bassis et Joseph Kosma[22]
- Paris est tout seul ce matin (1954) - René-Louis Lafforgue[319]
- Paris, gare de l'Est (2009) - Öz[320]
- Paris Gavroche (1961) - Jean Ferrat[22],[24],[321]
- Paris inondé et ses environs (1910, écrite par Antonin Louis et basée sur l'air de Mon gosse)[322]
- Paris Is Beautiful (1996, écrite par Allain Leprest et Gérard Pierron) - Francesca Solleville[303]
- Paris Is Burning (2006) - St. Vincent[7],[8],[9],[33]
- Paris Is Burning (2008) - Ladyhawke[33],[37],[195]
- Paris jadis (1978, écrite par Jean-Roger Caussimon et Philippe Sarde) - Philippe Marielle et Jean Rochefort (1978), Jean-Roger Caussimon (1978)[315]
- Paris j'ai pris perpète (2014) - Émilie Simon[210]
- Paris jardin (1957) - Nicole Louvier[323]
- Paris, je ne t'aime plus (1970) - Léo Ferré[33],[276],[324]
- Paris je t'aime d'amour (1932, écrite par Jacques Battaille-Henri et Victor Schertzinger) - Maurice Chevalier (1932), André Dassary[317],[Note 7]
- Paris, journée ordinaire (1980) - Hamou Cheheb (1982)[319]
- Paris, la belle affaire ! (1969) - Hélène Martin[325]
- Paris la nuit (1842, écrite par Charles Dupeuty, Eugène Cormon et Amédée Artus) - Charles Perrey et Hortense Jouve[Note 1],[298]
- Paris la nuit (1950, écrite par Rachel Thoreau et Florence Véran)[26] - Jacqueline François (1950), Florence Véran (1955)[298]
- Paris la nuit (1950-1954, écrite par Boris Vian et Jan Klare) - Jean-Claude Séférian (1993), Magali Noël[298],[Note 8]
- Paris la nuit (1956, écrite par Michel Magne) - Renée Caron[298]
- Paris la nuit (2006) - Amanda Lear[298]
- Paris la nuit (croquis parisien) (1899, écrite par Émile Bessière)[26],[298]
- Paris la nuit / Sélavy (1988, écrite par Charlélie Couture) - Charlélie Couture[298]
- Paris la nuit (2016) - Rim'K
- Paris la nuit (2020) - 4Keus
- Paris la nuit (2020) - Gambi
- Paris Latino (1983) - Bandolero (1983), Star Academy (2002)[125]
- Paris le désert (1972) - Giani Esposito (1973)[276],[326]
- Paris, le Flore (1986, écrite par Stuart Maxham, M. Adapt et Étienne Daho) - Étienne Daho[33],[37]
- Paris le soir (1990) - Pigalle[298]
- Paris Loves Lovers (écrite par Cole Porter)[210]
- Paris-Lumière (Salut tout le monde / Paris-Lumière) (1975) - François Béranger[327]
- Paris, ma belle (2016) - Arno Santamaria[99]
- Paris ma campagne à Paris (1974) - Sophie Makhno[328]
- Paris ma rose (1964, écrite par Henri Gougaud) - Serge Reggiani (1964), Henri Gougaud (1977)[276],[329]
- Paris Mai (1968) - Claude Nougaro[33],[39]
- Paris Maquis (1977) - Métal Urbain[33]
- Paris Match (1983) - The Style Council[37]
- Paris mes amours (1959, écrite par André Hornez, Bruno Coquatrix et Henri Betti) - Joséphine Baker[312]
- Paris métèque (2017) - Gaël Faye
- Paris-métis (1985) - Yves Simon[296]
- Paris n'a plus l'air de Paris (1970) - Georges Chelon[276],[330]
- Paris-New York New York-Paris (1974) - Jacques Higelin[320]
- Paris Nights/New York Mornings (2010) - Corinne Bailey Rae[331]
- Paris nous nourrit, Paris nous affame (2004) - La Rumeur[33]
- Paris oct. 61 (1995) - La Tordue[332]
- Paris Paris (1982, écrite par Jean-Jacques Debout) - Chantal Goya[315]
- Paris Paris (1984, écrite par Gamine) - Gamine[315]
- Paris Paris… (1988, écrite par Youcef Sissaoui et Tany Turens) - Isabelle Veltin[315]
- Paris Paris (1994, écrite par David McNeil, Malcolm McLaren, Didier Makaga et Leigh Gorman)[333] - Malcolm McLaren et Catherine Deneuve[37],[315]
- Paris Paris (2005, écrite par Benjamin Biolay) - Benjamin Biolay[315]
- Paris, Paris (2006, écrite par Alexandre Miranda, Dominique Bolore, Julien Pradeyrol et Cédric Caillol) - TTC[37],[315]
- Paris, Paris, Paris (1949, écrite par Georges Tabet et Agustín Lara) - Joséphine Baker[315]
- Paris, Paris, Paris (1965, écrite par Louis Malle, Jean-Claude Carrière et Georges Delerue) - Brigitte Bardot et Jeanne Moreau[315]
- Paris, Paris, Paris (1988, écrite par François Hadji-Lazaro) - Les Garçons bouchers[315]
- Paris Parisse (1960, écrite par Claude Nougaro et Jacques Datin) - Doris Marnier (1960), Philippe Clay (1961)[306]
- Paris plage (2008) - Philippe Jakko[322]
- Paris pour un beefsteak (1870, écrite par Émile Deureux et basée sur Te souviens-tu ?)[334]
- Paris-problèmes (1979, écrite par Eddy Marnay et Paul Anka) - Mireille Mathieu[313]
- Paris rombière (1979) - Marcel Amont[335]
- Paris saccagé (2023) - Pierre Perret[336].
- Paris s'en va (1860) - Charles Colmance (années 1860)[337]
- Paris sera toujours Paris (1939, écrite par Casimir Oberfeld et Albert Willemetz) - Maurice Chevalier (1939)[27],[125],[338], Zizi Jeanmaire[140]
- Paris s'éveille (années 1930, écrite par Jean Tranchant) - Jean Tranchant (1937)[339]
- Paris-Seychelles (2013) - Julien Doré[125]
- Paris sous la pluie (1962, écrite par Guylain Demanet) - Guylain Demanet[300]
- Paris sous la pluie (1964, écrite par Gérard Poncet et Alain Kan) - Alain Kan[300]
- Paris sous la pluie (2011, écrite par Hélène Scrive) - Hélène Scrive[300]
- Paris sous les bombes (1995) - Suprême NTM[8],[27],[33]
- Paris souvenirs (1958, écrite par Georges Coulonges et Raymond Fol) - Annie Fratellini[24]
- Paris-Spleen (1966) - Léo Ferré[315]
- Paris sur sable (1975, écrite par Georges Coulonges et Francis Lemarque) - Michel Delpech (1975), Francis Lemarque (1977)[340]
- Paris-sur-Seine (1968, écrite par Henri Tachan et Jean-Paul Roseau) - Catherine Sauvage[306]
- Paris-taxis (1951, écrite par Léo Ferré) - Colette Mars (1951), Zizi Jeanmaire (1961)[24],[341]
- Paris, terre mouillée (1963) - Gribouille[342]
- Paris t'es belle (2009) - Mickey 3D[210],[312]
- Paris t'es grise (2008) - Jeanne Garraud[300]
- Paris, Tokyo (2007) - Lupe Fiasco[33]
- Paris tour Eiffel (1945, écrite par Michel Emer) - Jean-Fred Mélé (1945), Zappy Max, Francine Claudel et Jo Charrier avec Jacques Hélian et son orchestre (1946), Joséphine Baker (1975)[343]
- Paris tu m'as pris dans tes bras (1963) - Enrico Macias[22],[344]
- Paris tu n'as pas changé (1939, écrite par Jean Nohain et Alec Siniavine) - Jean Sablon[345]
- Paris tu pues (1997) - Richard Gotainer[346]
- Paris violon (1965) - Michel Legrand[347]
- Paris, voici Paris (1938, écrite par Louis Poterat et Jean Sautreuil) - Tino Rossi[344]
- Parisette (1928) - Mistinguett[348]
- La Parisienne (1968) - Georges Chelon[46]
- La Parisienne (1976) - Marie-Paule Belle[27],[46]
- La Parisienne, y'a qu'ça ! (1905) - Fragson (1905), Aimé Doniat (1968)[349]
- Les Parisiennes (1964) - Les Parisiennes[46]
- Les Parisiens (1961, écrite par Léo Ferré) - Léo Ferré (1961), André Claveau (1972)[350]
- Parisiens dormez (1955) - Robert Ripa[298]
- Paroles : Rue de Seine (1975, écrite par Jacques Prévert) - Serge Reggiani
- Partie carrée (1895) - Yvette Guilbert (1934)[351]
- Passant par Paris (traditionnel) - Les Ménestrels de l'Abbaye (années 1960), Jacques Yvart (1969)[29]
- Passons la monnaie (1924) - Georgius (1926)[347]
- Le Pavé de ma rue (1954) - René-Louis Lafforgue[352]
- Pavés de Pigalle (années 1960) - Jean Dorbel[353]
- Le Périph (2000) - Mano Solo[354]
- Périphérique (1988) - Zaniboni[354]
- Le Petit Bal poisse (1929, écrite par Marc Hély et Léo Daniderff) - Louis Charco[347]
- Le Petit Bistrot du faubourg (1942) - Pierre Doriaan[355]
- Le Petit Jardin (1972, écrite par Jacques Dutronc et Jacques Lanzmann) - Jacques Dutronc[38],[356]
- Le petit rat (1947, écrite par Henri Kubnick et Gay Lafarge) - Suzy Solidor
- Petite blonde du boulevard Brune (2004, Manu Chao) - Manu Chao
- La Petite Dame du métro (1911) - Germain Landry[53]
- Le Petit Pont (2012, écrite par François Morel et Antoine Sahler) - Juliette Gréco
- Le Petit Vieux du Square d'Anvers (écrite par Boris Vian et Henri Salvador) - Henri Salvador(1956)
- Les Petites Ouvrières (écrite par Ferdinand-Louis Bénech et Désiré Berniaux) - Mafer (1909), Henriette Leblond (1910)[357]
- Le Piéton (1927) - Georgius[358]
- Pigalle (1945, écrite par Géo Koger et Georges Ulmer) - Georges Ulmer (1946), Pigalle (1987)[27],[81],[359]
- Pigalle la blanche (1981) - Bernard Lavilliers[81],[353]
- La Pilier de café (vers 1810, écrite par Marc-Antoine-Madeleine Désaugiers)[360]
- La pi-pipe en terre (1930) - Georgius[361]
- Pique-nique à Paris (1964, écrite par Pierre Louki et Jean-Claude Hamalian) - Jacques Fabbri (1964), Pierre Louki (2004)[362]
- Place Blanche (1927, écrite par Jacques-Charles, Fred Mélé et Craven) - Jeanne Aubert (1928)[361]
- Place Blanche (1957, écrite par Boris Vian et Henri Salvador) - Jean-Louis Tristan (1957), Les Blue Stars (1957)[81],[363]
- Place de Clichy (2005, écrite par Gérard Duguet-Grasset et Julien Clerc) - Julien Clerc
- Place de la Concorde (1956, écrite par Jean Tardieu et Maurice Thiriet) - Les frères Jacques
- Place de l'Etoile (2020) - Dosseh
- Place des Grands Homme (1989, écrite par Bruno Garcin et Patrick Bruel) - Patrick Bruel - La place des Grands Hommes ne fait pas directement référence à celle de Bordeaux dont le nom est exact, mais plutôt de manière imagée à la place du Panthéon à Paris, où sont accueillis les dépouilles des grands hommes et grrandes femmes de la nation. On peut d'ailleurs y accéder par la rue Soufflot, comme cela est mentionné dans la chanson.
- Place Saint-Michel (1958, écrite par Maurice Robin) - Michel Poggi
- Place du Tertre (1953, écrite par Francisco Lopez) - Georges Guétary
- Place Pigalle (1945, écrite par Maurice Chevalier et Alstone) - Maurice Chevalier (1946)[26],[364],[81]
- Place Pigalle - Elliott Smith[7],[8],[59]
- Les Plaisirs de Paris (1967, écrite par Françoise Dorin et Claude Bolling) - Les Parisiennes et Claude Bolling[365]
- Pluie sur Paris (1959, écrite par Jean-Pierre Suc) - Jean-Pierre Suc[366]
- Pluie sur Paris (1967, écrite par Anne Vanderlove) - Anne Vanderlove[366]
- Pluie sur Paris (1980, écrite par Roger Varnay et Marc Heyral) - Roger Varnay[366]
- La plus bath des javas (1925) - Georgius
- Poètes de la Seine (1991) - Georges Chelon[367]
- Les poètes ont quitté Paris (2003) - Arnaud Fleurent-Didier[37]
- Le Poinçonneur des Lilas (1958) - Serge Gainsbourg (1958)[8],[9],[27],[33],[38],[368], Les Frères Jacques (1958)[364], Hugues Aufray (1959)[364]
- Point de vue (1963, écrite par Martine Merri et Jean Arnulf) - Christine Sèvres (1963), Jean Arnulf (1963)[369]
- Pont d'Austerlitz (1995, écrite par Mano Solo) - Mano Solo
- Pont des Arts (2000) - St Germain[33]
- Le Pont des Arts (1951) - Michèle Arnaud (1958)[367]
- Pont Marie 2012 (Marie Nimier et Gérard Jouanest) - Juliette Gréco
- Pont Mirabeau (1991, écrite par Didier Barbelivien et Claude Samard) - Gabrielle Roda[367]
- Pont Mirabeau (1995, écrite par Thomas Fersen) - Thomas Fersen[367]
- Le Pont Mirabeau (1952, écrite par Guillaume Apollinaire et Léo Ferré) - Léo Ferré (1953)[125],[367] Pow woW (1996)
- Le Pont Mirabeau (ou Sous le Pont Mirabeau) (1955, écrite par Guillaume Apollinaire et Jacques Lasry) - Michèle Arnaud (1955), Hélène Martin (1962)[367]
- Le Pont Mirabeau (1988, écrite par Guillaume Apollinaire et Louis Arti) - Louis Arti[367]
- Le Pont Mirabeau (1991, écrite par Guillaume Apollinaire et Henri Tachan) - Henri Tachan[367]
- Le Pont Mirabeau (1997, écrite par Yannick Delaunay) - Yannick Delaunay[367]
- Le Pont Mirabeau (2000, écrite par Guillaume Apollinaire et Jeanne Mas) - Jeanne Mas[367]
- Le Pont Mirabeau (2001, écrite par Guillaume Apollinaire et Marc Lavoine) - Marc Lavoine[125],[367]
- Pont Royal (2012, écrite par Philippe Sollers et Gérard Jouanest) - Juliette Gréco
- Pour cent mille francs par mois (1943, écrite par Roger Lucchesi) - Nila Cara[370]
- Pour faire une jam (1957) - Charles Aznavour[371]
- Pour le métropolitain (1899, écrite par Paul Briollet, Georges Arnould et Henri Dérouville) - Maurel (1899), Mayol[372],[Note 9]
- Pour les amants c'est tous les jours dimanche (1947, écrite par René Clair et Georges van Parys) - Maurice Chevalier[367]
- Pour me rendre à mon bureau (1945, écrite par Jean Boyer) - Georges Tabet (1945), Georges Brassens (1980), Les Ogres de Barback (2000)[53],[373]
- Pour Pierrette et Pierrot (1958, écrite par M. Trevières et Henri Colla) - Yves Montand[374]
- La porte de Vanves (1978, écrite par Michel Jonasz) - Michel Jonasz
- Premiers pas (les p'tits gars, les p'tites filles du dimanche) (1953, écrite par Jacques Vérières et Marc Heyral) - Yves Montand[365]
- Les prénoms de Paris (1961) - Jacques Brel[26],[59],[81],[140],[375]
- Les Prés à Saint-Germain (1952) - Stéphane Golmann[376]
- Près de la Porte Saint-Denis - Andrex (écrite par Jean Bertet, Jean Redor, Louis Izoird et Vincent Scotto)
- Près du parc Montsouris (1952) - Simone Langlois (1952), Anny Flore[377],[Note 10]
- Prière du vieux Paris (écrite par Henri Gougaud et Alain Goraguer) - Jean Ferrat (1972), Henri Gougaud (1973)[378]
- Prières perdues (2018) - Radio Elvis[95]
- Printemps à Paris (1966, écrite par S. Metsys et Perrina de Shito) - Michel Lucky[366]
- Le printemps à Paris (1967, écrite par Claude Delécluse, Michelle Senlis et Jean Bouchéty) - Jacqueline Dulac[366]
- Le printemps chante (1902, écrite par Paul Marinier et Eugène Poncin) - Mayol (1903), Maréchal (1904)[379]
- Printemps de Paris (1961, écrite par André Popp et Pierre Cour) - Danielle Darrieux[366]
- Printemps de Paris (2010) - Magali Bonfils, Lisbeth Guldbaek et Isabelle Fleur[Note 5],[366]
- Le printemps de Paris (1951, écrite par Charles Aznavour et Florence Véran) - Paulette Rollin (années 1950)[380]
- Printemps parisien - James Ollivier (1986)[Note 6],[366]
- La Prise de la Bastille (plusieurs chansons avec ce titre datant de 1789-1790) - Sextuor de la Cité (années 1960)[29]
- Prosper (Yop la boum) (1935, écrite par Géo Koger, Vincent Telly et Vincent Scotto) - Maurice Chevalier[381]
- Province-Paris (1992) - Les Garçons bouchers[382]
- P'tit gris (1904, écrite par Aristide Bruant) - Aristide Bruant[Note 1], Martial Carré (1958)[383]
- Les P'tites Femmes de Pigalle (1973) - Serge Lama[39],[26]

Début de page

## Q
- Quai de Bercy (1946, écrite par Louis Poterat, Maurice Chevalier et Alstone) - Maurice Chevalier[384]
- Quai de Béthune (1982) - Jean-François Douelle[367]
- Quai de Jemmapes (1991) - Les Négresses Vertes
- Le Quai Malaquais (1957, écrite par Maurice Fanon) - Pia Colombo[385]
- Quais de Paris (1943) - Suzy Solidor[375]
- Les Quais de la Seine (1947, écrite par Jean Dréjac et André Lodge) - Jean Dréjac (1947), Lucienne Delyle (1947), Anne Chapelle (1949)[386]
- Quand il joue de l'accordéon (1927) - Andrée Turcy (1927), Fréhel (1928), La môme Moineau (1934)[387],[Note 11]
- Quand on revoit la tour Eiffel (1930) - Perchicot, Emma Liebel[388],[Note 12]
- Quand on s'aime à Paris (1953) - Henri Salvador[370]
- Le Quartier des Halles (1976, écrite par Bernard Dimey et Hubert Degex) - Les Frères Jacques[389],[Note 13]
- Quartie Latin (1945, écrite par Charles Trenet - Charles Trenet
- Quatrième de couverture (2004, écrite par Vincent Delerm) - Vincent Delerm
- Que fais-tu Paris ? (1920, écrite par Léon Bousquet et Gaston Maquis)[22]
- Quelque part à Paris - Henri Tachan[390]
- Qu'est-ce que tu viens faire à Paris (ou Vendetta a Parigi) (1982) - Gino Palatino[391]
- Le Quidam (1957) - Guy Béart[369]
- Quitte Paris (1920) - Emma Liebel (1920), La Bamboche (1977)[392]

Début de page

## R
- La Ravachole (1893, attribuée à Sébastien Faure) - Les Quatre Barbus (1969)[29]
- Regarde-toi Paname (1959, écrite par Jean Ferrat et Pierre Frachet) - Philippe Clay (1959), Jean Ferrat (1961)[24],[393]
- La Relève du matin (et le bois de Boulogne est toujours plein) (1987, écrite par Jean-Luc Morel, Marco Attali et Richard Sanderson) - Marco Attali (sous deux versions différentes)[394]
- Rémusat (1967, écrite par Barbara) - Barbara
- Rencontres (1950, écrite par Gérard Bourgadier et Bob Castella) - Yves Montand (1980)[362]
- Rendez-vous avec la liberté (1952) - Yves Montand[395]
- Requiem pour un chanteur de métro (1978) - Geneviève Paris[368]
- RER D (2008) - Médine
- RER D (2021) - Ninho
- Retour à Montmartre (1955, écrite par Jean Renoir et Georges van Parys) - Cora Vaucaire[396]
- Retour à Paris (2007) - Bristol[Note 5],[396]
- Le Retour à Paris (2010, écrite par Guy Ghozland) - Guy Ghozland[396]
- Retour à Paris (ou Revoir Paris) (1947, écrite par Charles Trenet et Albert Lasry) - Charles Trenet[22],[397]
- Revoir Paris (écrite par André Hornez, Jacques Mareuil et Agustín Lara)[Note 2] - Joséphine Baker (1957)[396]
- El rezo (2017) - La Chica Belleville[398]
- Les Ricochets (1976) - Georges Brassens[399]
- Riquita (1968) Georgette Plana[400]
- Ris Pas (2015) - Bagarre[33]
- Rising with the Sun (2016) - The Cat Empire[97]
- Rive gauche (1999) - Alain Souchon (1999), Vianney (2018)[401]
- Le rock de Paris (1956) - Moustache[402]
- Rôdeuse de berges (années 1910, écrite par Aristide Bruant) - Germaine Montero (1956)[403]
- Le Roi du café-tabac (1975) - Serge Lama[360]
- La Romance de Paris (1941) - Charles Trenet[27],[58],[404]
- Les romans-photos (1967) - Hughes de Courson[370]
- Ronde de nuit (ou Paris la nuit) (1988, écrite par Manu Chao) - Mano Negra[298]
- Ronde des microbes de la Seine (1890) - écrite par Jules Oudot et basée sur l'air d'Auprès de ma blonde[405]
- Rose blanche (Rue Saint-Vincent) (1906) - Aristide Bruant (1912), Yves Montand (1950), Germaine Montero (1954), Patachou (1958), Marc Ogeret (1958), Monique Morelli (1964), Francesca Solleville (1970), Renaud (1981)[379]
- Rouge-gorge (1988) - Renaud[406]
- La Rue (1936, écrite par Charles Fallot et Yvan Gosselin) - Damia[407]
- La Rue (1944, écrite par Jean Villard) - Édith et Gilles (années 1940)[407]
- La Rue (1955, écrite par Léo Ferré) - Léo Ferré[407]
- La rue Blanche, le petit matin bleu (2008, écrite par Benjamin Biolay et Julien Clerc) - Julien Clerc
- La rue du Cherche-Midi (1958, écrite par Mick Micheyl) - Mick Micheyl
- Rue Chaptal (Royal Roost) -The Kenny Clark & Hits 52nd Street BoysRue d'Belleville (1952, écrite par Joseph Carini) - Yves Montand[408]
- Rue de Belleville (1963, écrite par Leny Escudero) - Leny Escudero[409]
- Rue de Vaugirard (1961, écrite par Jean-Claude Massoulier et Jacques Loussier) - Ginette Garcin
- Rue Darwin (2000) - Maxime Le Forestier[382]
- Rue de Bucy (1966, écrite par Marcel Mouloudji et Gaby Wagenheim) - Marcel Mouloudji
- Rue de Crimée (1959) - Mouloudji[359]
- Rue de Douai (1981, écrite par Claude Nougaro et Aldo Romano) - Claude Nougaro
- Rue de l'Abbé de l'Épée (1957, écrite par Charles Aznavour et Darry Cowl) - Les Quatre Jeudis[407]
- Rue de la Paix (2001, écrite par Zazie) - Zazie
- Rue de l'Échaudé (1961, écrite par René-Louis Lafforgue) - René-Louis Lafforgue[4]
- Rue de Siam (1960, écrite par Jacques Larue et Guy Magenta) - Lucienne Delyle
- Rue du Château (1964, écrite par Luc Bérimont et Hélène Martin) - Hélène Martin
- Rue Fontaine (1989, écrite par Marc Lavoine et Fabrice Aboulker) - Marc Lavoine
- Rue de la Gaîté (1965, écrite par Jacques Debronckart) - Jacques Debronckart[378]
- Rue de la Huchette (1973, écrite par Yves Simon) - Yves Simon[4],[38]
- La Rue de la Manutention (1919, écrite par Louis Bousquet, Louis Izoird et Léon Raiter) - Bach (1921), Fernandel (1931), Louis Massis (1958), Lucien Raimbourg (1971)[410]
- Rue de la Roquette (1976, écrite par Michel Bühler) - Michel Bühler[411]
- Rue de Lappe (1950, écrite par Francis Lemarque et Rudi Revil) - Francis Lemarque (1950)[27],[412], Andrex (1950)[412], Mouloudji (1951)[24],[38],[413]
- Rue de Pali-Kao (Paris-Belleville) (1985) - Didier Desmas[414]
- Rue des Blancs-Manteaux (1950) - Juliette Gréco[27],[38]
- Rue des Cascades (1996, écrite par Yann Tiersen) - Claire Pichet
- Rue des Envierges (1988) - Gilles Elbaz[415]
- Rue des Fossés-Saint-Jacques (1969) - Georges Moustaki[4]
- Rue Mazarine (2004) - Les Ogres de Barback & la fanfare du Belgistan
- Rue des Morillons (1956, écrite par Paul Braffort) - François Deguelt
- Rue Duperré - Alix Combelle
- Rue du Soleil (1995) - La Baronne[4]
- Rue Gît-le-Cœur (1955, écrite par Joseph Carini et Joseph Dotti) - Germaine Montero[4] et Francis Lemarque
- Rue Godot-de-Mauroy (1957, écrite par Claude Réhaut et Charles Dumont) - Georgette Plana[4]
- Rue Lepic (1950, écrite par Pierre Jacob et Michel Emer) - Yves Montand (1950), Patachou (1950)[416]
- La rue de Ménilmontant (2005, écrite par Camille Dalmais et Simon Dalmais) - Camille
- Rue Mouffetard (2018, écrite par Vianney) - Patrick Bruel
- Rue du Paradis (1995) - Didier Sustrac
- Rue des Petits Hôtels (1991, écrite par Étienne Daho) - Étienne Daho
- Rue Saint-Denis (1973) - Claude Nougaro[27]
- La rue Saint-Jacques (1955, écrite par Pierre Mac-Orlan et V. Marceau) - Germaine Montero
- Rue Simon Bolivar (1976) - David McNeil[417]
- Rue Watt (1971, écrite par Boris Vian et Yves Gilbert) - Philippe Clay (1971), Annick Cisaruk (2001)[418]
- Les Rues amoureuses (1892, écrite par Léon Xanrof)[26]
- Les Rues de Paris (1951, écrite par Marcel Mouloudji et Raymond Gottlieb) - Mouloudji[26]
- Les Rues de Paris (1954, écrite par Charles Gurnaud et Marc Heyral) - Léon Noël[4]
- Les Rues de Paris (1978, écrite par Jean-Jacques Debout) - Jean-Jacques Debout[4]
- Les Rues de Paris (1983, écrite par Jean-Luc Lahaye et Bernard Levitte)[419] - Jean-Luc Lahaye[4]
- Les Rues de Paris (1999, adaptée par Marc Robine) - Marc Robine[4]
- Les Rues de Paris (2010, écrite par Pierre Margot) - Pierre Margot[4]
- Rue de Moscou (2018) - Eddy de Pretto
- Rue des Rosiers (1967, écrite par Sylvain Reiner et Joël Holmés) - Pia Colombo
- Rue du Bac (1991, écrite par P. Tauber, A. Rogers et Giora Feidman) - Giora Feidman
- Rue Saint-Louis-en-l'Île (écrite par Brigitte Fontaine et Astor Piazzola) - Brigitte Fontaine et Gotan Project
- Les Ruines de Paris (1871, écrite par Gustave Nadaud) - Gustave Nadaud[Note 1], Philippe Meyer (2001)[420]
- Les Rupins (1961) - Léo Ferré[421]

Début de page

## S
- Sacré-Cœur (1993) - Mano Solo[417]
- Sainte-Anne (2011, écrite par Fauve) - Fauve
- Saint-Ouen's Blues (1956, écrite par Raymond Queneau et Pierre Arrimi) - Les Garçons de la rue[422]
- Saint-Ouen's Blues (1961, écrite par Raymond Queneau et Hélène Martin) - Hélène Martin[423]
- Salle des pas perdus (1965) - Henri Tachan[151]
- La Samba de Paris (1949, écrite par Maurice Chevalier et Henri Bourtayre) - Jacques Hélian et son orchestre (1949), Ginette Garcin[424],[Note 14]
- Samedi midi Barbès (1983) - Hamou Cheheb[425]
- Le Satyre du bois de Boulogne (années 1960) - Gérard Dôle[426]
- La Seine (1948, écrite par Flavien Monod et Guy Lafarge) - Renée Lamy (1948), Jacqueline François (1948), Maurice Chevalier (1948), Joséphine Baker (1948), Bing Crosby (1953), Colette Renard (1957), Georges Chelon (1991)[19],[27],[412]
- La Seine (2011, écrite par Matthieu Chedid) - Vanessa Paradis et M[58],[412]
- La Seine et ton visage (1961) - Hélène Martin[427]
- La Semaine sanglante (1871, écrite par Jean Baptiste Clément et Pierre Dupont) - Germaine Montero (1962), Marc Ogeret (1968), Francesca Solleville (1971), Simone Bartel (1971)[428]
- Sensationnel (1950, écrite par Eddy Marnay et Marc Heyral) - Yves Montand[429]
- Sérénade sur Paris (1949) du film Marlène, de Tino Rossi
- Le Serveur du Dôme (1977, écrite par Areski Belkacem) - Areski Belkacem
- Sexy Eiffel Tower (1980) - Bow Wow Wow[33]
- Si le Rhône rencontrait la Seine (années 1950) - Lina Margy (années 1950), Suzy Solidor[430],[Note 15]
- Si tu n'me laisses pas tomber (1974, écrite par Pierre Delanoë et Claude Ganem) - Gérard Lenorman
- Si tu revois Paris (1941, écrite par Henri Kubnick et Vincent Scotto) - Alibert[27],[431]
- Si tu savais Paris (années 1960) - Gribouille[432]
- Si tu vas à Paris (1942) - Charles Trenet[431]
- Sixième sous les toits - Maria Vincent[433]
- Sodome (1969) - Glenmor[434]
- Soir de retour (1995) - Mano Solo[303]
- Soirées parisiennes (2008) - Julien Doré[435]
- Soirs de Paris (1934, écrite par Eugène Rimbault et Fernand Heitz) - Berthe Sylva[435]
- Le Soleil de Pigalle (1961, écrite par Jean Dréjac et Jean Yatove) - Jacqueline François[430]
- Sous les arcades de la rue de Rivoli (1952, écrite par Francis Blanche et Henri Leca) - André Claveau
- Sous le ciel de Paris (1951, écrite par Jean Dréjac et Hubert Giraud) - Jean Bretonnière (1951)[58],[435], Juliette Gréco (1951)[33],[37],[58],[140], Édith Piaf (1954)[8],[58],[59], Yves Montand[58],[81], Francis Lemarque[58], Les Compagnons de la chanson
- Sous le pont de Bercy (1965, écrite par Jean Marais et Janine Bertillé) - Jean Marais[427]
- Sous le Pont Mirabeau (1991, écrite par Guillaume Apollinaire et Antoine Tomé) - Antoine Tomé[367]
- Sous les pieds de Paris (1996) - Hamou Cheheb[436]
- Sous les ponts de Paris (1913, écrite par Jean Rodor et Vincent Scotto)[22] - Georgel (1913), Marjal (1930), Léo Noël (1948), Lucienne Delyle (1950), Patachou (1964), Tino Rossi (1969), Francis Lemarque (1988), Georges Chelon (1991)[27],[412]
- Sous les toits de Paris (1930, écrite par René Nazelles et Raoul Moretti) - Albert Préjean (1930), Galiardin (1930), Berthe Sylva (1930), Joséphine Baker (1956), Maurice Chevalier (1966), Les Compagnons de la chanson (1967), Mouloudji (1974)[437]
- Souvenirs de Paris (1996) - Dimitri from Paris[37]
- Station Quatre-Septembre Vanessa Paradis (2013, écrite et composée par Benjamin Biolay)
- Stop ! (1944, écrite par Francis Blanche et Aimé Barelli) - Irène de Trébert[53]
- Streets of Surrender (S.O.S.) (2016) - Zucchero feat. Mark Knopfler[79]
- Sur la place de l'Opéra (1930, écrite par Jean Rodor, J. Gey et Yegson) - Alibert[438]
- Sur l'avenue Foch (1950, écrite par Maurice Vandair, F. Free, H. Bataille et Maurice Chevalier) - Maurice Chevalier
- Sur la zone (1981) - La Souris déglinguée[439]
- Sur l'boulevard de Barbès à Clichy (1928, écrite par Géo Koger et Vincent Scotto) - Alibert[440]
- Sur l'boulevard des italiens (1930, écrite par Jean Le Seyeux et Olivier Métra) - Mistinguett[440]
- Sur l'vélo (1931, écrite par Jean Rodor et François Gailhard) - Perchicot[441]
- Sur le bassin des Tuileries (1906, écrite par Paul Marinier) - Mayol[150]
- Sur le boulevard Rochechouart - Henriette Leblond[Note 3],[440]
- Sur les bords de la Seine - Lys Gauty[442]
- Sur les pavés de Paris (1941, écrite par Jacques Larue et Jean Lutèce) - Léo Marjane[27],[443]
- Sur les quais du vieux Paris (1939, écrite par Louis Poterat et Ralph Erwin) - Lucienne Delyle (1939), Jean Sablon (1939), Joséphine Baker (1961), Juliette Gréco (1964), Georges Chelon (1991), Claire Elzière (2008)[27],[444]
- Sur Paname (2015) - PNL
- Sur Paname (2020) - Ninho
- Supermarket (1995, écrite par Areski Belkacem) - Brigitte Fontaine
- Swing de Paris - Django Reinhardt[33]
- Syracuse (1962), de Bernard Dimey et Henri Salvador

Début de page

## T
- Ta gueule Paris (1971) - Philippe Clay[445]
- Tableau de Paris à cinq heures du matin (ou Paris à cinq heures du matin) (1802, écrite par Marc-Antoine-Madeleine Désaugiers et Gardel et basée sur l'air de La Rosière) - Renée Jan[Note 1], Marc et André (1956)[446]
- Tant pis pour Paris (1970) - Henri Salvador[240]
- Taxi fou (1947) - Jacques Pills[255]
- T'en souviens-tu la Seine (1964) - Anne Sylvestre[19],[430]
- T'es pas l'nombril du monde (1996, écrite par Allain Leprest et Romain Didier) - Sylvie Péquicho[436]
- Télégraphe (2010) - La Femme[33]
- They Come at Night (2016) - Marianne Faithfull[96],[447]

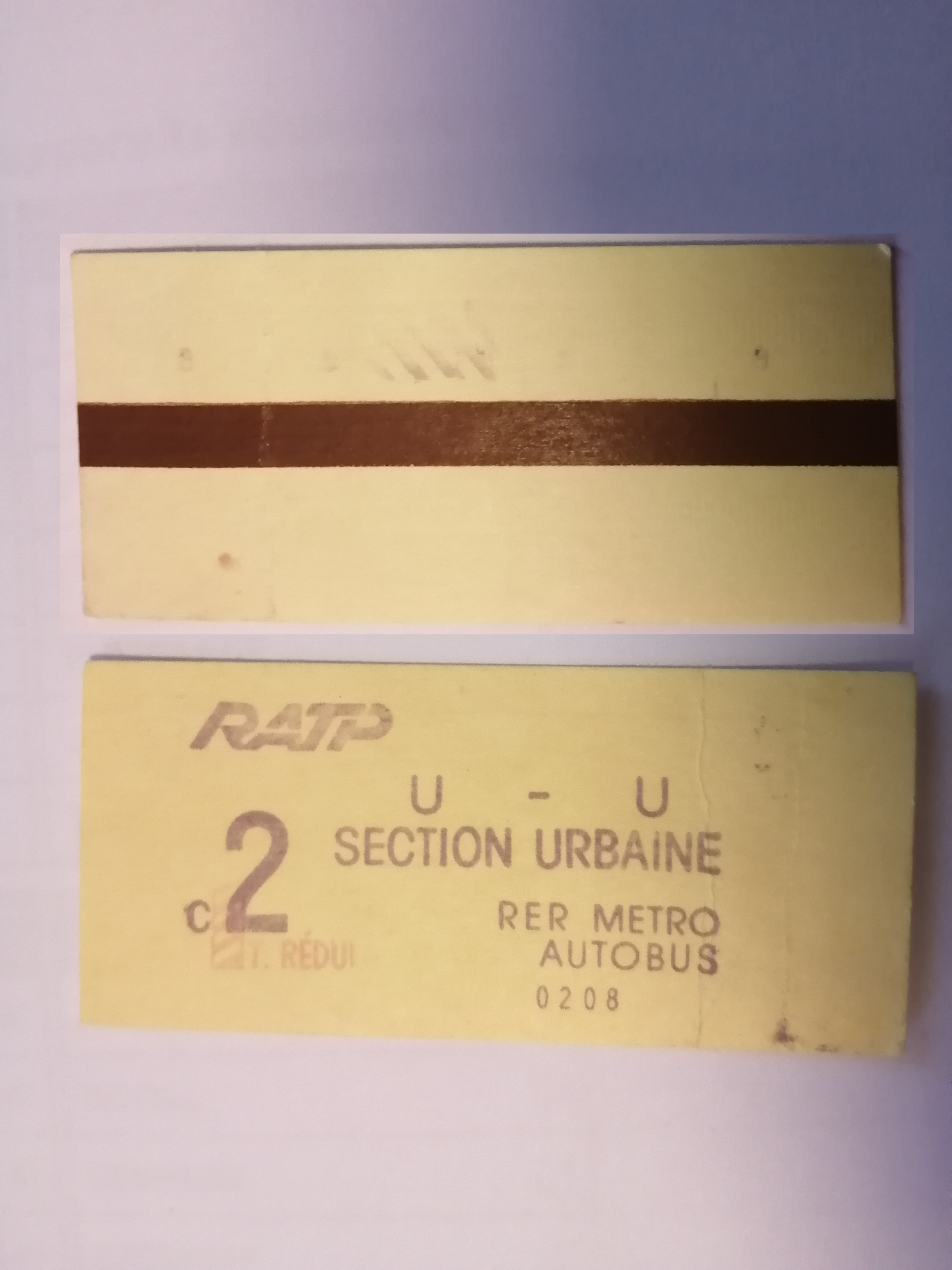
Ticket chic, 1982

- Ticket chic ticket choc (1981) - T'as le ticket[53]
- Titi (1937) - Berthe Sylva[448]
- Titi de Paris (1964) - Léo Ferré[449]
- Titi parisien (remix) (2015) - Seth Gueko feat. Nekfeu et Oxmo Puccino[99]
- To Paris with Love (2010) - Donna Summer[195]
- Toi et moi (2004) - Bill Pritchard[436]
- Toi Paris tu m'as pris dans tes bras et j'ai eu du pot de m'en sortir (1973) - Gilles Servat[450]
- Les Tombeaux de Juin (1848, écrite par Charles Gille)[428]
- Tombée des nues (2001) - Yves Duteil[436]
- Toto à la Samar' (La Samaritaine) - Jackie
- Totor t'as tort (1932, écrite par Jean Boyer et René Mercier) - Milton[448]
- La tour de Monsieur Eiffel (1947, écrite par Jean Nohain et Mireille)[81],[451]
- La tour Eiffel (écrite par Léon Xanrof)[Note 2] - Yvette Guilbert (années 1890), Catherine Sauvage (1969)[452]
- La tour Eiffel est toujours là (1942) - Mistinguett[38],[453]
- Le Tour qui passe (1933, écrite par Lucien Cazalis, Roger Dufas et Frédo Gardoni) - Jean Cyrano[441]
- La tour Saint-Jacques (1877, écrite par Édouard Hachin et Joseph Darcier) - Joseph Darcier (années 1870), Lys Gauty (1928), Jacques Douai (1962)[438]
- Tout le monde veut devenir un cat (1970) du dessin animé Les Aristochats de Walt Disney Pictures
- Tous les gamins du monde (2016) - Saez[95],[99]
- Tout autour du Vél' d'Hiv' (écrite par Jean Rodor et François Gailhard) - Louis Lynel (1929), Jean-Louis Caillon (1981)[441]
- Tout le long de l'avenue de l'Opéra (1926, écrite par Jean Bertet, Émile Gitral et Vincent Scotto)[440]
- Tout le long du Sébasto (1917, écrite par Jean Lenoir) - Emma Liebel (1918), Berthe Sylva (1934)[440]
- Tout va bien (1983, écrite par Pierre Philippe et Astor Piazzolla) - Jean Guidoni[454]
- Le traitement de l'ouïe (1907) - Charlotte Gaudet[452]
- Trans Europ Express (1973) - Marie-Paule Belle[455]
- Transport en commun (l'amour dans l'métro) (1977) - Danger[436]
- Trimardeur du Boul' exter (1893) - Francis Dufort[456]
- Trompette d'occasion (1957, écrite par Boris Vian et Henri Salvador) - Henri Salvador (1958)[457]
- Le Trou de mon quai (1906, écrite par Paul Briollet, Jules Combe et Désiré Berniaux) - Dranem (1906)[27],[53], Les Charlots (1971)[458]
- Tu le r'verras, Paname ! (1917, écrite par Robert Dieudonné, Roger Myra et Albert Chantrier) - Suzanne Valroger (1918), Luc Barney (1962), Roger Pierre et Jean-Marc Thibault (1964)[459]
- Tu verras Montmartre ! (ou Mont' là-d'ssus) (1922, écrite par Lucien Boyer et Charles Borel-Clerc) - Lucien Boyer et Chœur (1922), Bérard (1922), Colette Renard (1957), Bordas (1963)[27],[460]
- Les Tuileries (1964, écrite par Victor Hugo et Colette Magny) - Colette Magny (1964), Yves Montand (1967)[461]
- Tuileries de mes peines (écrite par Raymond Queneau et Gérard Calvi)[Note 2] - Brigitte Sabouraud (années 1960), Catherine Sauvage (1964)[462]
- Tuileries de mes peines (écrite par Raymond Queneau et Paul Braffort)[Note 2] - Paul Braffort (années 2000)[462]
- Tuileries de mes peines (2003, écrite par Raymond Queneau et Gilles Maugenest) - Gilles Maugenest[462]
- Twist de Paris (1962) - Les Pirates avec Dany Logan[460]

Début de page

## U
- Un accordéon pour Paris (1961, écrite par Jean-Claude Massoulier et Philippe-Gérard) - Francesca Solleville[463]
- Un agent courait (1922) - Georgius[45]
- Un automne à Paris (2016) - Louane et Ibrahim Maalouf[79],[95],[96],[97],[98],[99]
- Un bal à l'Hôtel de Ville (1890, écrite par Maurice Mac-Nab et Camille Baron)[13]
- Un brin de Paris - Georgius[27]
- Un chapeau de Paris (1955) - Léo Marjane (1955), Rose Avril[464],[Note 16]
- Un dimanche de janvier (2015) - Johnny Hallyday[95],[97],[98],[99]
- Un enfant quitte Paris (1966, écrite par Georges Coulonges et Jean Ferrat) - Jean Ferrat (1966), Isabelle Aubret (1967)[276],[169]
- Un gamin de Paris (1951, écrite par Mick Micheyl et Adrien Marès) - Mick Micheyl (1951), Yves Montand (1951), Patachou (1951)[202]
- Un soir au Gerpil (1978) - Mouloudji[466]
- Una calle de París (1987) - Duncan Dhu[195]
- Under the Bridges of Paris - Eartha Kitt[7],[8],[33]
- Une demoiselle sur une balançoire (1951, écrite par Jean Nohain et Mireille) - Yves Montand[88]
- Une femme dans Paris (1956) - Caterina Valente[46]
- Une femme de Paris (1950) - Luis Mariano[46]
- Une idylle à Saint-Ouen (1910, écrite par Fernand Disle, Eugène Joullot et Émile Spencer) - Dona[168]
- Une journée de Paris (1946, écrite par Jean Villard) - Gilles et Urfer (années 1950)[467]
- Une nuit à Paris (1975) - 10cc[33]
- Une nuit à Paris (1977) - France Gall[37],[278]
- Une Parisienne à Panama (1953, écrite par Géo Bonnet et Marc Heyral) - Yvette Giraud[350]
- Une petite fille (1962) - Claude Nougaro[468]
- Une rose de Paris (1965) - Nana Mouskouri[140]
- Utrillo (1946, écrite par Jacques Larue et Jean Lutèce) - Jean Sablon[469]

Début de page

## V
- Vacances à Paris (1985) - Francis Lemarque[470]
- La Valse à Dédé de Montmartre (1939, écrite par Gaston Montho et Roger Dumas) - Albert Préjean[118]
- La Valse d'Amélie (2001) de Yann Tiersen, du film Le Fabuleux Destin d'Amélie Poulain de Jean-Pierre Jeunet
- La Valse à mille temps (1959) - Jacques Brel[471]
- La Valse chaloupée (1909, écrite par Lucien Boyer, Léo Lelièvre et Charles Dubourg) - Dalbret[472]
- La Valse de Paris (1942, écrite par André et Georges Tabet) - Édith Piaf et Georges Tabet[460]
- La Valse de Paris (1964, écrite par Guy Thomas) - Guy Thomas[460]
- La Valse de Paris (2010, écrite par Michaël Sabba) - La Gargote[460]
- Le Vampire du faubourg (1933, écrite par Jean Villard) - Gilles et Julien[473]
- Vél' d'Hiv' (1948, écrite par Jean Guigo et Loulou Gasté) - Yves Montand[27],[474]
- Le Vendeur du boulevard Barbès (1901, écrite par Robert Dinel, André Chanu et Camille Sauvage)[475]
- Le Vent (1953, écrite par Georges Brassens) - Georges Brassens[469]
- Veruca Salt et Franck Black (1975, écrite par Vincent Delerm) - Vincent Delerm, Dominique A et Keren Ann
- La Vertu de Madeleine (1909, écrite par Ferdinand-Louis Bénech et Georges Caye) - Marcelly[472]
- Les Veuves du Luxembourg (1896, écrite par Gabriel Montoya et Gaston Maquis) - Gabriel Montoya (1908)[461]
- Le Vide (2016) - Slimane[95],[97],[98],[99]
- La Vieille à la marmotte (1874, écrite par Jean Baptiste Clément et Marcel Legay)[476]
- Viens à l'Exposition (1931, écrite par Géo Koger, Léon Raiter et Vincent Scotto) - Alibert (1931), Léon Raiter (1932)[457]
- Viens à Saint-Germain (1991) - Dany Brillant[81]
- Viens faire un tour à Barbès (2004) - Cheb Tarik[477]
- Viens Poupoule (1902, écrite par Henri Christiné, Alexandre Trébitsch et Adolph Spahn) - Mayol (1903)[478]
- Viens voir Belleville (1988) - Les Enfants de Belleville[479]
- Le Vieux Léon (1958), de Georges Brassens
- Le Vieux Pont Neuf (1962, écrite par Georges Delrue et Devos) - Léo Noël
- Les Vieux Messieurs du Luxembourg (1954, écrite par Maurice Genevoix et Guy Lafarge) - Les Frères Jacques[461]
- Vincennes-Neuilly (1982) - Maurice Fanon[480]
- Vivre ou mourir ensemble (2016) - Kery James[96]
- Voilà la Seine (1949) - André Claveau[27]
- Voulez-vous ouyr les cris de Paris (vers 1530, écrite par Clément Janequin) - Dominique Visse et l'ensemble Clément-Janequin (2005)[481]
- Voyou (1991, écrite par Jean Richepin et Jean-Michel Piton) - Jean-Michel Piton[266]
- Les Voyous (1955, écrite par André Grassi) - Patachou[482]

Début de page

## W
- Where Do You Go To (My Lovely)? (1969) - Peter Sarstedt[59]

Début de page

## Y
- Y'a d'la joie (1938, écrite par Charles Trenet) - Charles Trenet (1938), Maurice Chevalier (1938)[81],[483]
- Y'a des rues (années 1940, écrite par Émile Prud'homme, J. Dressen, Max Erlange et Léon Agel) - Lucienne Delyle (années 1940)[484]
- You Don't Know Paree (1929, écrite par Cole Porter)[292]
- Les yeux plus gros que... Beriz (2013) - Black M

Début de page

## Z
- La Zone (1933) - Fréhel[485]
- Zoo de Vincennes (1968, écrite par Jehan Jonas) - Jehan Jonas[457]
- Le Zoo de Vincennes (écrite par Eddy Marnay et Tom Paxton)[Note 2] - Claude François (1976)[457]
- Le Zoo de Vincennes (2003, écrite par Bénabar) - Bénabar[457]
- Le Zouave du pont de l'Alma (1982) - Serge Reggiani[486]

Début de page